# Stadler FLIRT
Stadler FLIRT – rodzina elektrycznych, spalinowych i elektryczno-spalinowych zespołów trakcyjnych, produkowanych od 2004 w zakładach szwajcarskiego przedsiębiorstwa Stadler Rail, a od 2007 również w polskim zakładzie tego przedsiębiorstwa w Siedlcach. W czerwcu 2015 liczba sprzedanych i zamówionych pojazdów z rodziny FLIRT wynosiła 1094.
Nazwa handlowa FLIRT to akronim mający rozwinięcia w językach niemieckim (Flinker Leichter Innovativer Regional-Triebzug) i angielskim (Fast Light Innovative Regional Train), oznaczające Szybki, Lekki, Innowacyjny Pociąg Regionalny.
FLIRT-y powstają w różnych wersjach o różnej liczbie członów i przeznaczeniu. W Polsce eksploatowane są składy czteroczłonowe oznaczone jako ER75 w Kolejach Mazowieckich i EN75 w Kolejach Śląskich oraz składy dwuwagonowe w Łódzkiej Kolei Aglomeracyjnej, pięcioczłonowe w Kolejach Mazowieckich i ośmioczłonowe w PKP Intercity.

## Historia
Koncepcja pojazdu FLIRT została opracowana w zakładach Stadler Rail w Bussnang. W 2002 dokonano jego prezentacji i we wrześniu tego samego roku pozyskano pierwsze zamówienie. Pierwotną wersją pojazdu był czterowagonowy skład elektryczny zasilany napięciem 15 kV AC, jednak w związku z kolejnymi zamówieniami pojazdów tego typu przez różnych przewoźników platforma została rozszerzona.

## Konstrukcja

### Charakterystyka rodziny

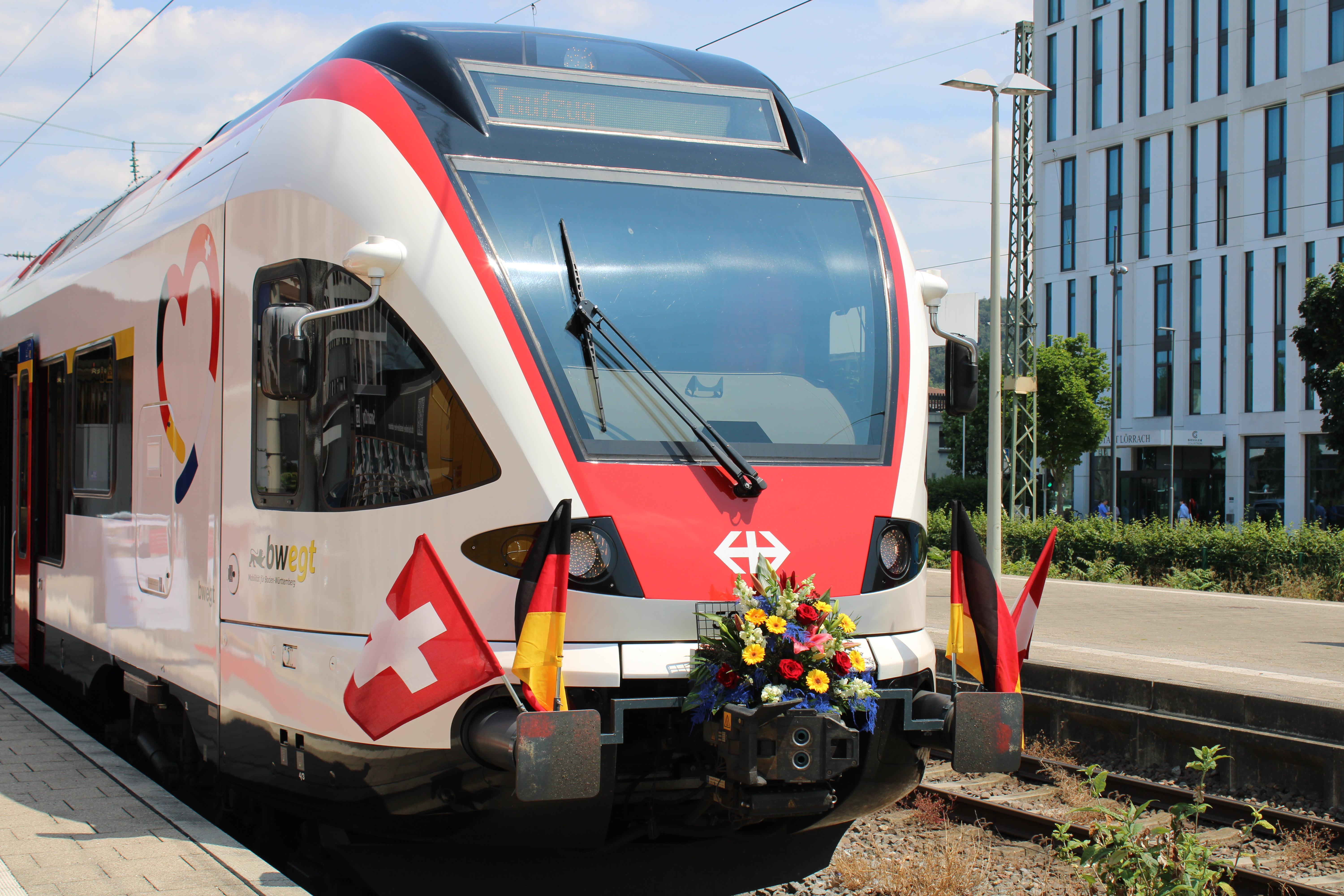
Czoło pojazdu

Rodzina pojazdów FLIRT obejmuje zespoły:
- o liczbie członów od dwóch do ośmiu[3], przy czym za standardowy skład uważa się pojazd czteroczłonowy[4],
- o napędzie elektrycznym jedno- i wielosystemowym, spalinowym oraz hybrydowym (elektryczno-spalinowym),
- przystosowane do torów normalnego (1435 mm) i szerokiego (1520 i 1524 mm),
- do ruchu aglomeracyjnego, regionalnego i dalekobieżnego,
- przystosowane do trudnych warunków klimatycznych[3].

Pojazdy cechuje budowa modułowa o wyraźnym podziale funkcjonalnym na części napędową i pasażerską.

### Nadwozie

#### Pudło

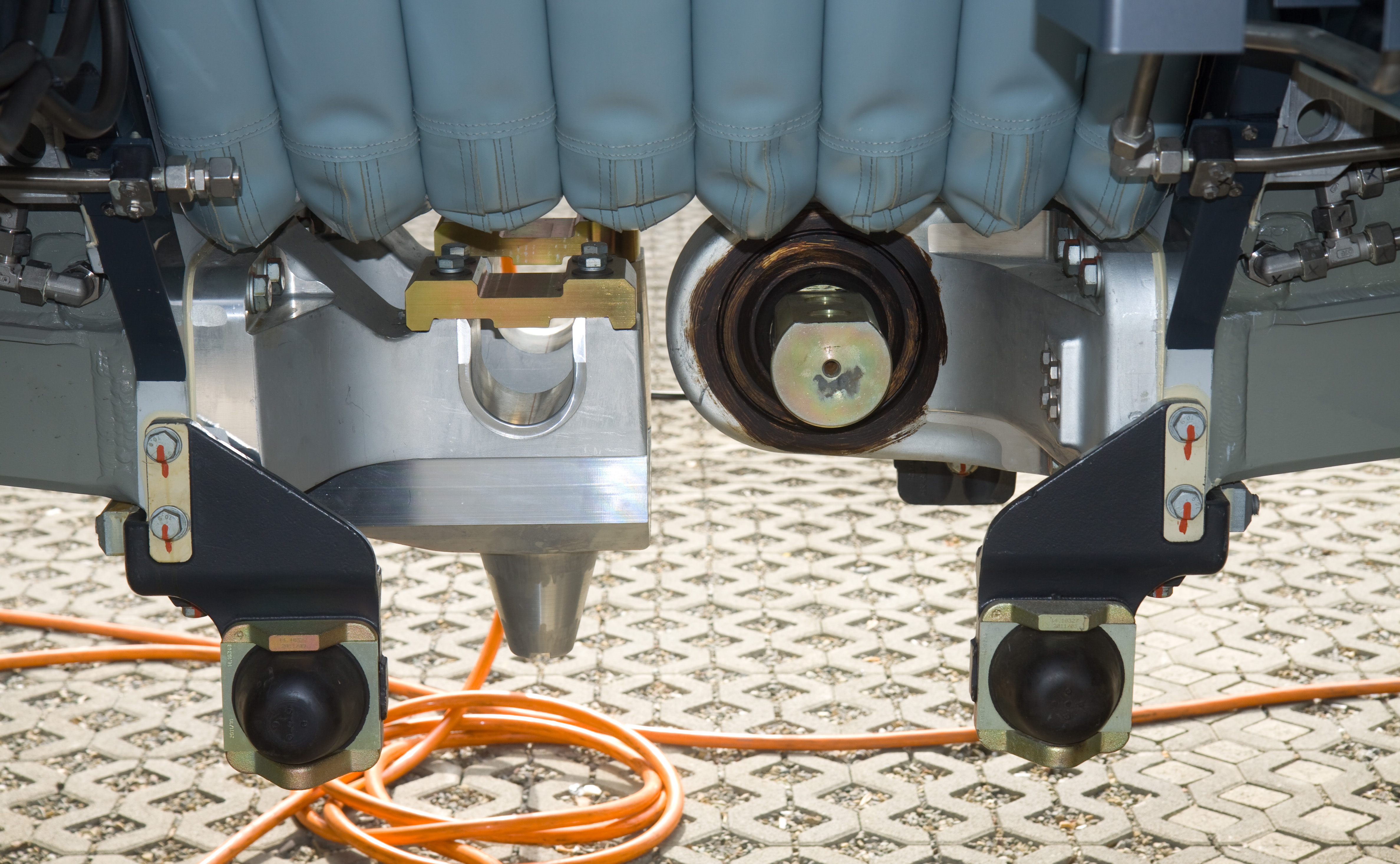
Połączenie wagonów

Struktura pojazdu została zaprojektowana zgodnie z normami UIC 566 i EN 12663. Podwozia, ściany boczne i dachy są łączone przez spawanie dużych profili aluminiowych (głównie wykonanych ze stopów z serii 6000). Części czołowe o aerodynamicznym wyglądzie są zbudowane z elementów wielowarstwowych z tworzywa sztucznego i przymocowane bezpośrednio do pudła. Zewnętrzna powłoka lakiernicza od górnej krawędzi osłony dachowej do dolnej krawędzi podłużnicy jest wykonana z dwuskładnikowej emalii olejnej o stopniu połysku 85%. Napisy zewnętrzne są wykonane z folii samoprzylepnej. Wagony w składach połączone są ze sobą sferycznymi przegubami, których ułożenie umożliwia ruchy radialne przy jeździe na zakręcie, wertykalne przy wjeździe na wzniesienia i zjeździe z nich oraz skręcanie na łukach. Z każdej strony pociągu, na jego środku, znajdują się dwie kamery, za pomocą których możliwa jest obserwacja tylnej części pociągu. Na końcach składu zamontowano zgarniacze.
Na dachu każdego wagonu zamontowany jest wentylator chłodzenia, służący do chłodzenia elementów wyposażenia napędowego – systemu dławików sieciowych, chłodnicy wodnej prostownika i silników trakcyjnych. Na każdym członie zainstalowano także po jednym klimatyzatorze przedziałów pasażerskich. Składa się on głównie z zespołu sprężarka-skraplacz i modułu uzdatniania powietrza, zintegrowanych w jednej wspólnej obudowie, wykonanej z blachy aluminiowej odpornej na wpływy czynników atmosferycznych. W strefie uzdatniacza powietrza obudowa ma izolację termiczną. Połączenie elektryczne jest realizowane przez złącza wtykowe, a wszelka aparatura łączeniowa, transformatory i regulatory cyfrowe są umieszczone na tablicy rozdzielczej w urządzeniu. Na wagonach skrajnych zamontowano dodatkowo klimatyzatory kabin maszynisty o identycznej budowie co klimatyzatory części pasażerskiej. Przy niskich temperaturach zewnętrznych powietrze zewnętrzne jest podgrzewane przez zintegrowany elektryczny drabinkowy element grzejny do temperatury nieco wyższej od temperatury pokojowej, a latem, przy wysokich temperaturach zewnętrznych, powietrze doprowadzane do kabiny maszynisty jest chłodzone odpowiednio do warunków. W celu zamaskowania zamocowanych na dachu komponentów na całej długości pojazdu rozmieszczono osłony dachowe.

#### Sprzęgi czołowe

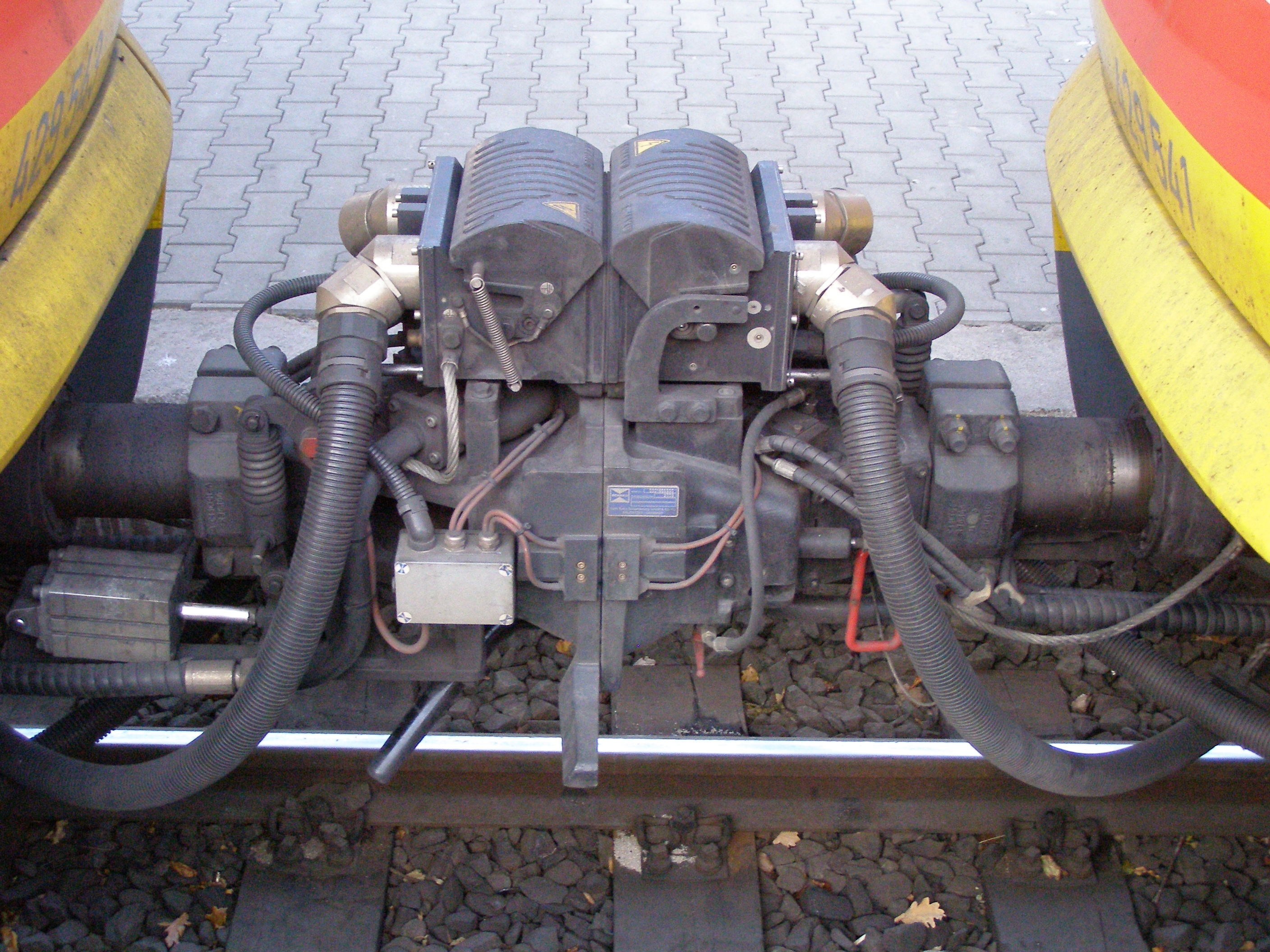
Sprzęg czołowy

Pojazdy zaprojektowano z myślą o możliwości jazdy w trakcji ukrotnionej maksymalnie czterech jednostek. Pociągi są wyposażone w sprzęgi czołowe Schaku umożliwiające automatyczne łączenie pojazdów. Zapewniają one, prócz połączenia mechanicznego, także połączenie przewodu głównego oraz przewodów zasilających, jak również styków elektrycznych służących do sterowania pojazdem. Istnieje także możliwość ręcznego rozprzęgania sprzęgów za pomocą trzech uchwytów.

#### Okna
Szyby boczne z przyciemnionego szkła są osadzone w ścianie bocznej bez ram przy użyciu gumowych profili. Znajdujące się parami w każdym wagonie okna uchylne otwierają się przy wentylacji awaryjnej.
Szyby przednie wykonano jako zespolone. Są one zgodne z UIC 651, dzięki czemu zapewniają bardzo dobrą widoczność i nie występują na nich żadne zakłócające odbicia ani zniekształcenia kolorów. Szyby te zaprojektowano na odporność przed przebiciem dla prędkości względnej 360 km/h (własnej 160 km/h + 200 km/h pociągu jadącego z przeciwnej strony). W kabinie maszynisty wszystkie okna mają osłonę przeciwsłoneczną, ponadto szyby boczne są otwierane, a elementy stałe szyb bocznych i szyba czołowa są ogrzewane.

#### Drzwi
Z każdej strony każdego wagonu znajduje się jedna lub dwie pary (w zależności od wersji) dwuskrzydłowych drzwi odskokowo-przesuwnych o napędzie elektrycznym i świetle 1300 mm. Mają one niezależne od siebie urządzenia zabezpieczające przed zakleszczeniem i są sterowane ze stanowiska maszynisty. Maszynista może dać polecenie otwarcia wszystkich drzwi po jednej stronie pojazdu, a ich zamknięcie następuje po zgłoszeniu tej dyspozycji przez maszynistę lub automatycznie po upływie określonego czasu. Drzwi mogą być otwierane także przez pasażerów z zewnątrz i od wewnątrz po zatrzymaniu się pociągu i odblokowaniu przez maszynistę. Gdy w strefie zamykających się skrzydeł drzwi znajdują się pasażerowie drzwi cofają się i uruchamia się akustyczny sygnał ostrzegawczy. Przy wejściach dla osób niepełnosprawnych zamontowano rampę wjazdową oraz podnośnik dla wózków inwalidzkich. Maksymalne obciążenie podnośnika wynosi 350 kg i gdy masa ta zostanie przekroczona urządzenie wyłącza się automatycznie. Na wysokości około 550 mm ponad główką szyny zamontowano wysuwany stopień napędzany elektrycznie i obsługiwany przez maszynistę.

### Wnętrze

#### Przestrzeń pasażerska

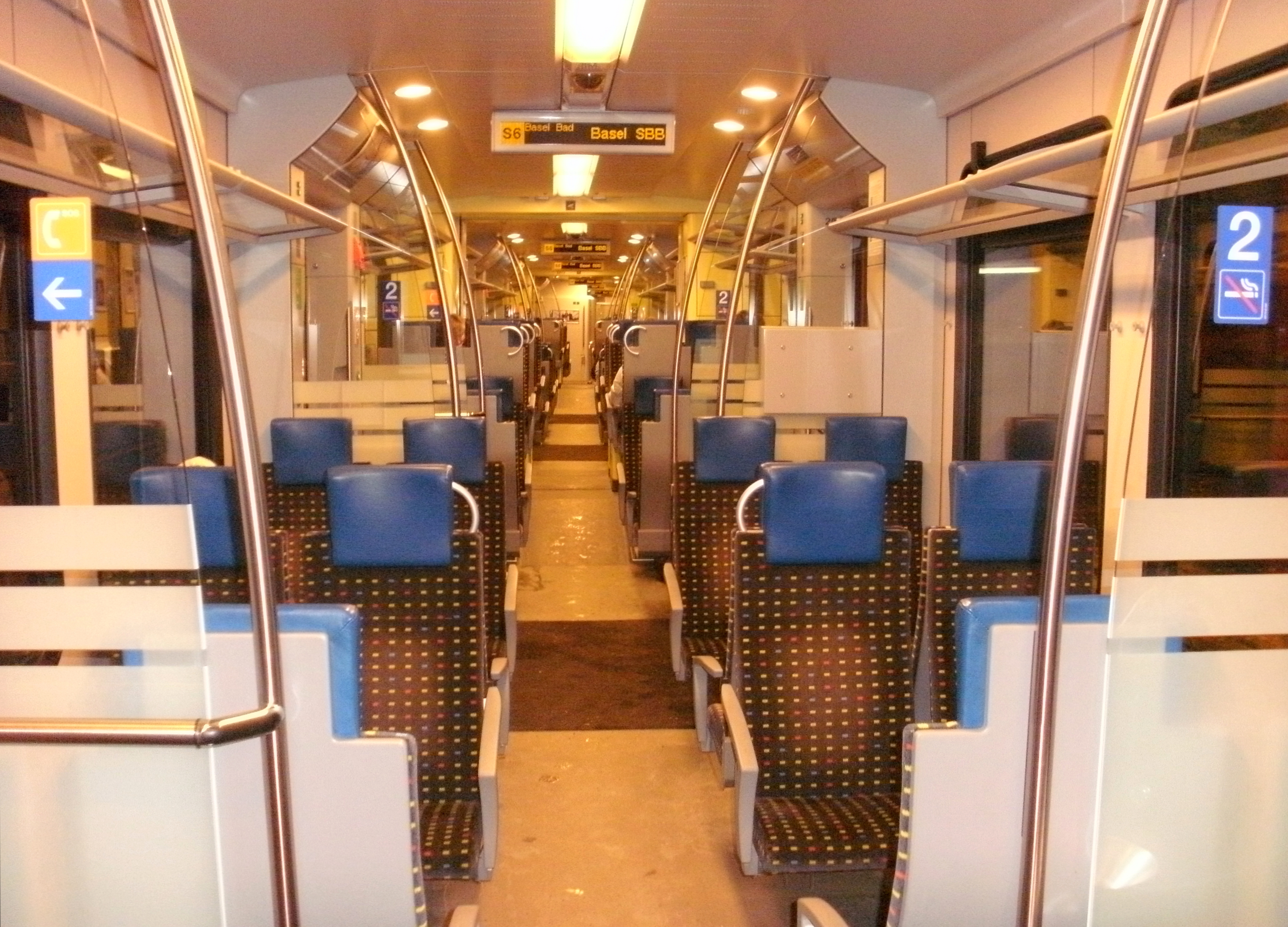
Wnętrze szwajcarskiej serii RABe 521

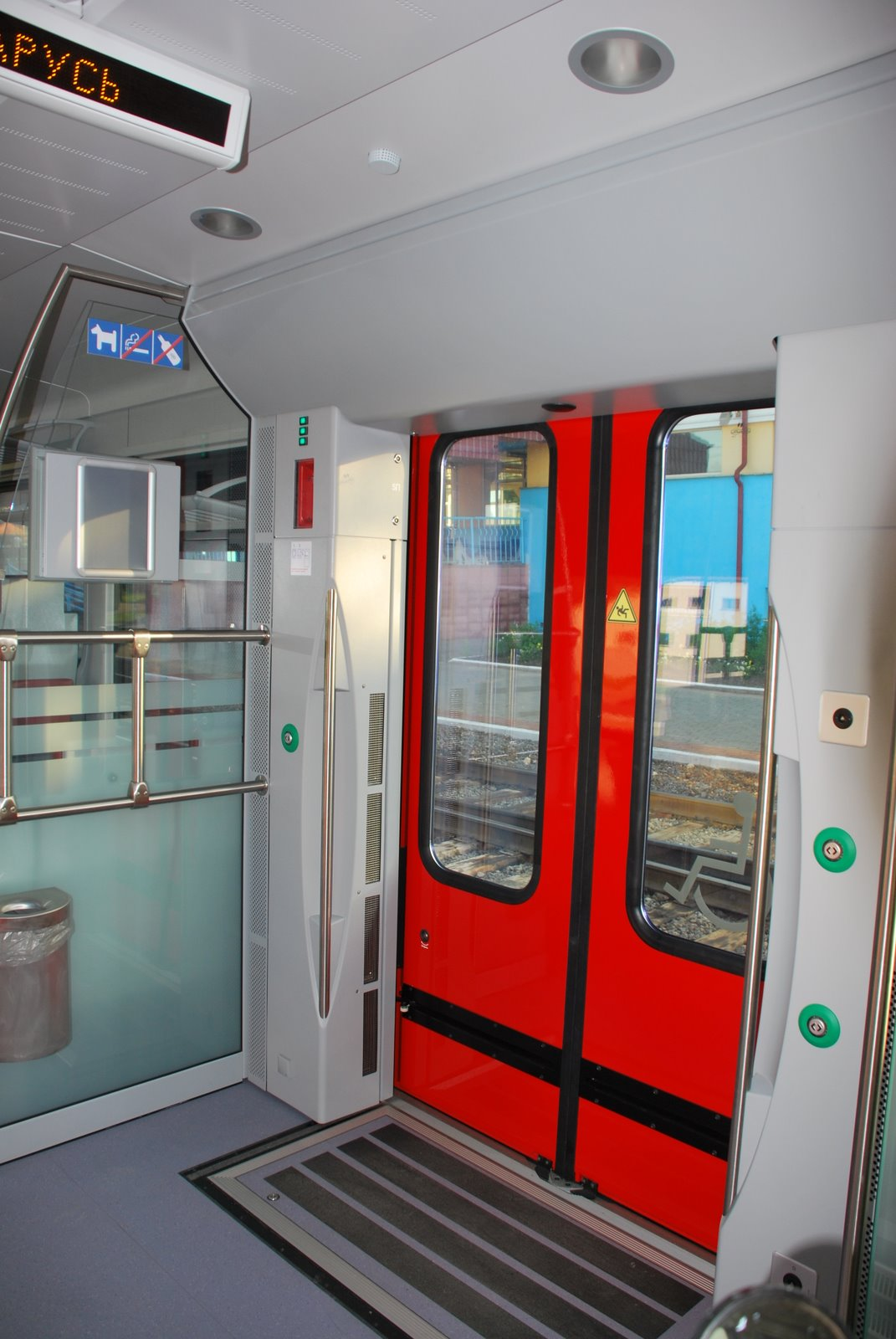
Drzwi wejściowe białoruskiego FLIRT-a

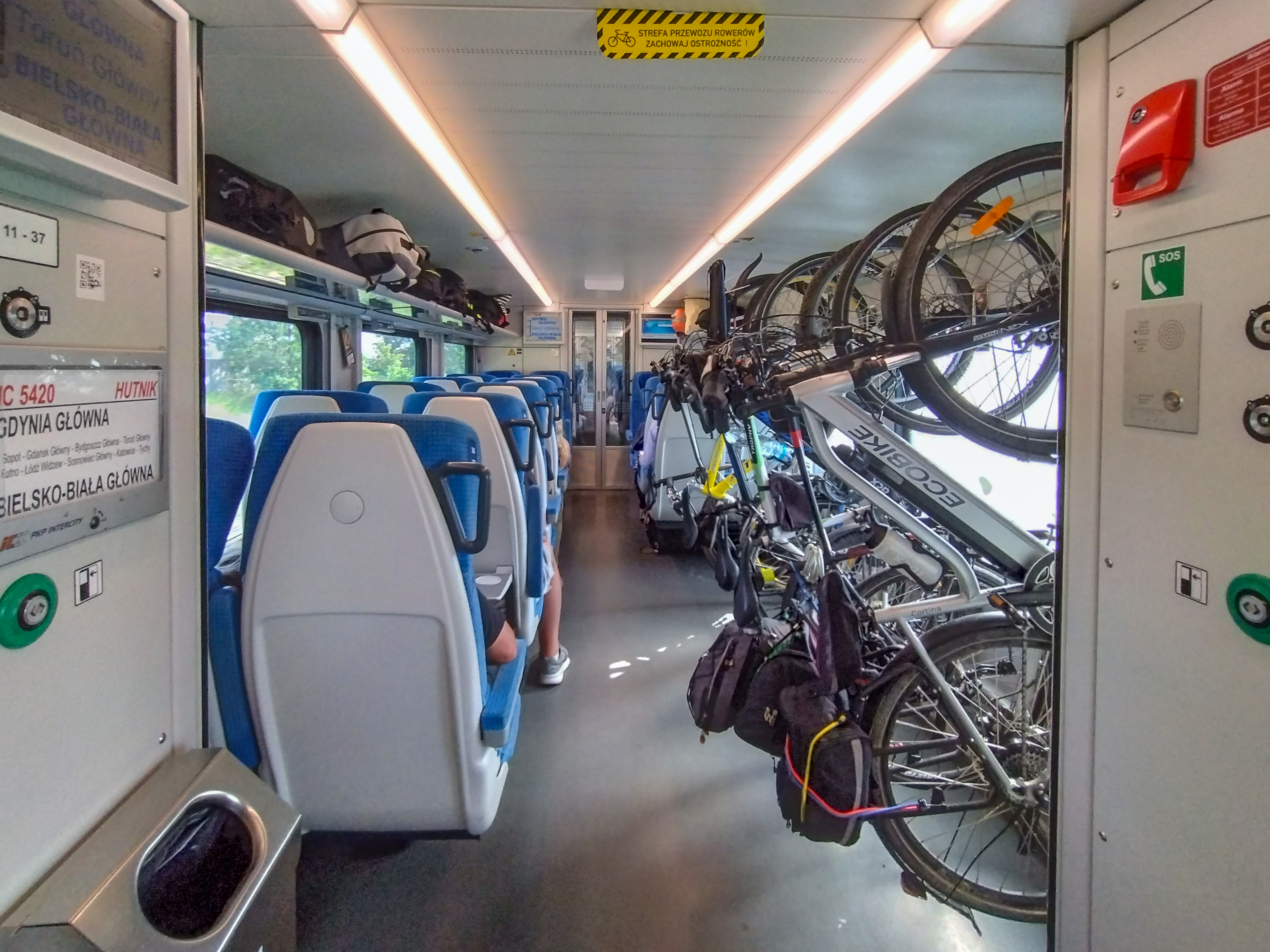
Przedział z miejscami do przewozu rowerów

Wnętrze pojazdów FLIRT jest jednoprzestrzenne. Przedziały pasażerskie zaaranżowano zgodnie z jednolitą koncepcją wzornictwa.
Poszycie ścian bocznych wykonano z dużych powierzchni dekoracyjnych laminatów odpornych na akty wandalizmu.
Sufit wykonano z lakierowanych elementów blaszanych. Zamontowano w nim oświetlenie, głośniki oraz wywiewy powietrza instalacji wentylacyjnej. Podłogę wyłożono antypoślizgową wykładziną dekoracyjną odporną na zużycie. Jest ona sklejana bez spoin i uniesiona na krawędziach przy ścianach bocznych na kształt wanny aby zapobiec przedostawaniu się wody do podłogi. Krawędzie stopni i podesty wyróżniono innym kolorem.
W przedziałach z miejscami siedzącymi zastosowano siedzenia z jednostronnym podparciem. Podziałka siedzeń (odległość między oparciami dwóch foteli pasażerskich ustawionych naprzeciw siebie) dla 2. klasy wynosi 1800 mm, natomiast szerokość korytarza między szeregami siedzeń zależy od projektu (w wersji polskiej wynosi 700 mm). Na ścianach bocznych zamontowano stoliki o powierzchni około 100 × 280 mm. Pod każdym stolikiem znajduje się pojemnik na odpadki o pojemności około 3 litrów.
Przedział dla wózków inwalidzkich utworzono z grupy trzech siedzeń z podnoszonymi siedziskami. W strefach wielofunkcyjnych zamontowano siedzenia uchylne.
Strefy wejściowe i wielofunkcyjne są oddzielone od przedziałów z miejscami siedzącymi ścianami wykonanymi ze szkła hartowanego. W strefie przegubu nie zamontowano żadnych drzwi międzywagonowych, co zapewnia dobrą widoczność i przepływ pasażerów przez cały pociąg. Pomieszczenia aparatowe na końcu pojazdów są oddzielone od przedziałów pasażerskich ściankami działowymi stanowiącymi przegrody przeciwpożarowe.
W strefie niskopodłogowej nad oknami bocznymi zamontowano przelotowe półki na bagaż, które ciągną się dalej z przesunięciem w strefie wysokiej podłogi.
Poręcze zamontowano na zakończeniach ścian działowych wejścia w przedziale pasażerskim oraz w poszyciach słupków portalu drzwi. Na zewnętrznej ścianie toalety przebiegają dodatkowe poręcze. Przy oparciach siedzeń od strony korytarza są zamocowane uchwyty.
Pojazdy wyposażono w zamkniętą instalację sanitarną. Toaleta jest zaprojektowana z myślą o dostępie bez barier dla osób poruszających się na wózkach inwalidzkich o wymiarach 70 × 120 cm. Podłoga kabiny WC jest wykonana na kształt wanny w konstrukcji wielowarstwowej z tworzyw wzmocnionych włóknem szklanym. Boczne ściany są wykonane z konstrukcji zespolonej z płyt wierzchnich HPL oraz materiałów rdzeniowych Recore. Sufit wykonano z powlekanej sklejki. Drzwi są wyposażone w blokadę z dźwigienką oraz styk elektryczny, który w przedziale pasażerskim sygnalizuje czy toaleta jest wolna, czy zajęta. Rygiel można zablokować mechanicznie z zewnątrz przy pomocy klucza czworokątnego nasadowego. Dozownik mydła i kran są zintegrowane w umywalce. Woda z umywalki jest odprowadzana poprzez instalację recyrkulacji wody do zbiornika ścieków. Wentylacja kabiny jest zapewniona poprzez wentylator wyciągowy
zamontowany w suficie, a oświetlenie jest realizowane przez kilkuczłonowe lampy halogenowe, z których jedna funkcjonuje jako oświetlenie awaryjne.
Oświetlenie wewnętrzne jest zgodne z kartą UIC 555. Stanowi je nieoślepiający środkowy ciąg oświetleniowy, pełniący także funkcję kierunkową dla osób słabowidzących. Strefy wejściowe są wyposażone w dodatkowe oprawy oświetleniowe, dzięki czemu również osoby słabowidzące mogą je łatwo rozpoznać. W oświetleniu stref wejściowych
zintegrowano oświetlenie awaryjne, które oświetla tę strefę w razie awarii oświetlenia regularnego.
Kompaktowe urządzenie klimatyzacyjne, umożliwiające chłodzenie i ogrzewanie, znajduje się w każdym pudle wagonu, w dachu między strefami wejściowymi. Powietrze z zewnątrz dostaje się do urządzenia klimatyzacyjnego przez zewnętrzną kratkę powietrza, a wentylator wdmuchuje powietrze klimatyzowane w urządzeniu przez tłumik do systemu kanałów w przedziale pasażerskim.
Ogrzewanie stanowią elektryczne grzejniki konwekcyjne. Do klimatyzowania krytycznych termicznie
stref wejść i przejść międzywagonowych zainstalowano dodatkowe nagrzewnice. Na każdym końcu każdego wagonu zamontowano po jednej nagrzewnicy, a w każdym wejściu umieszczone są dwie nagrzewnice ustawione po przekątnej.
FLIRT-y są wyposażone w urządzenie do zliczania pasażerów, za pomocą którego możliwe jest rejestrowanie liczby wsiadających
i wysiadających pasażerów.

#### Kabiny maszynisty

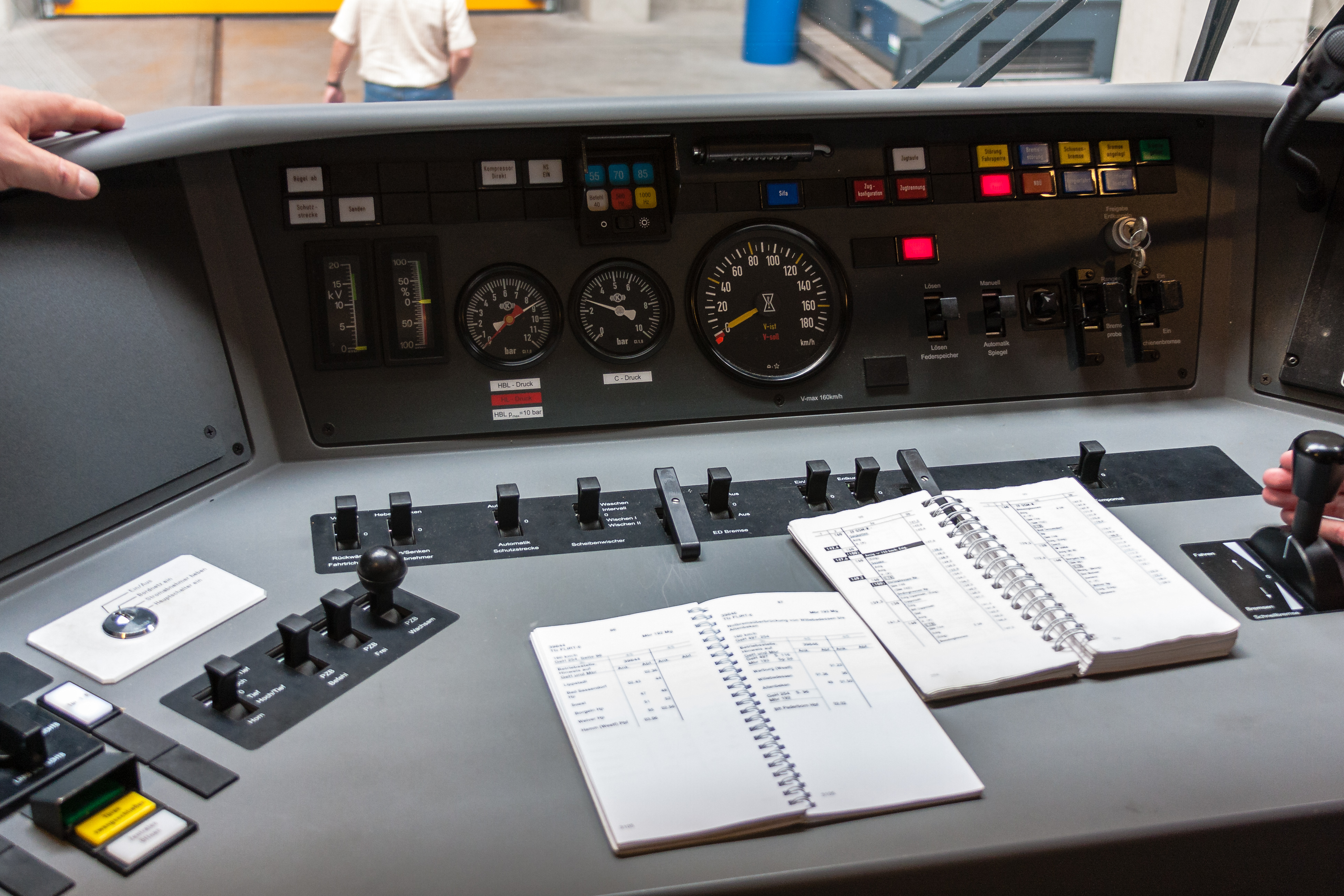
Kokpit maszynisty

Kabiny maszynisty są dostępne z przedziału pasażerskiego. Pulpit sterowniczy jest umieszczony centralnie, a stanowisko maszynisty spełnia wymagania ergonomii i bezpieczeństwa pracy zgodnie z wytycznymi ORE B 153, UIC 651 i UIC 555. Zespoły trakcyjne zaprojektowano tak, by możliwa była jednoosobowa obsługa całego pociągu i aby maszynista mógł dokonywać samodzielnej odprawy pociągu – wskaźniki i elementy obsługowe potrzebne bezpośrednio do jazdy są rozmieszczone w zasięgu ręki maszynisty.
W każdej kabinie zamontowano napędzane elektrycznie i wyposażone w regulator prędkości wycieraczki ze spryskiwaczem. Sterowane z pulpitu lusterka zewnętrzne są wysuwane i ogrzewane.
Podstawowe ogrzewanie kabiny maszynisty jest zapewnione przez kilka grzejników konwekcyjnych, które są regulowane całkowicie niezależnie od przedziału pasażerskiego.

### Podwozie

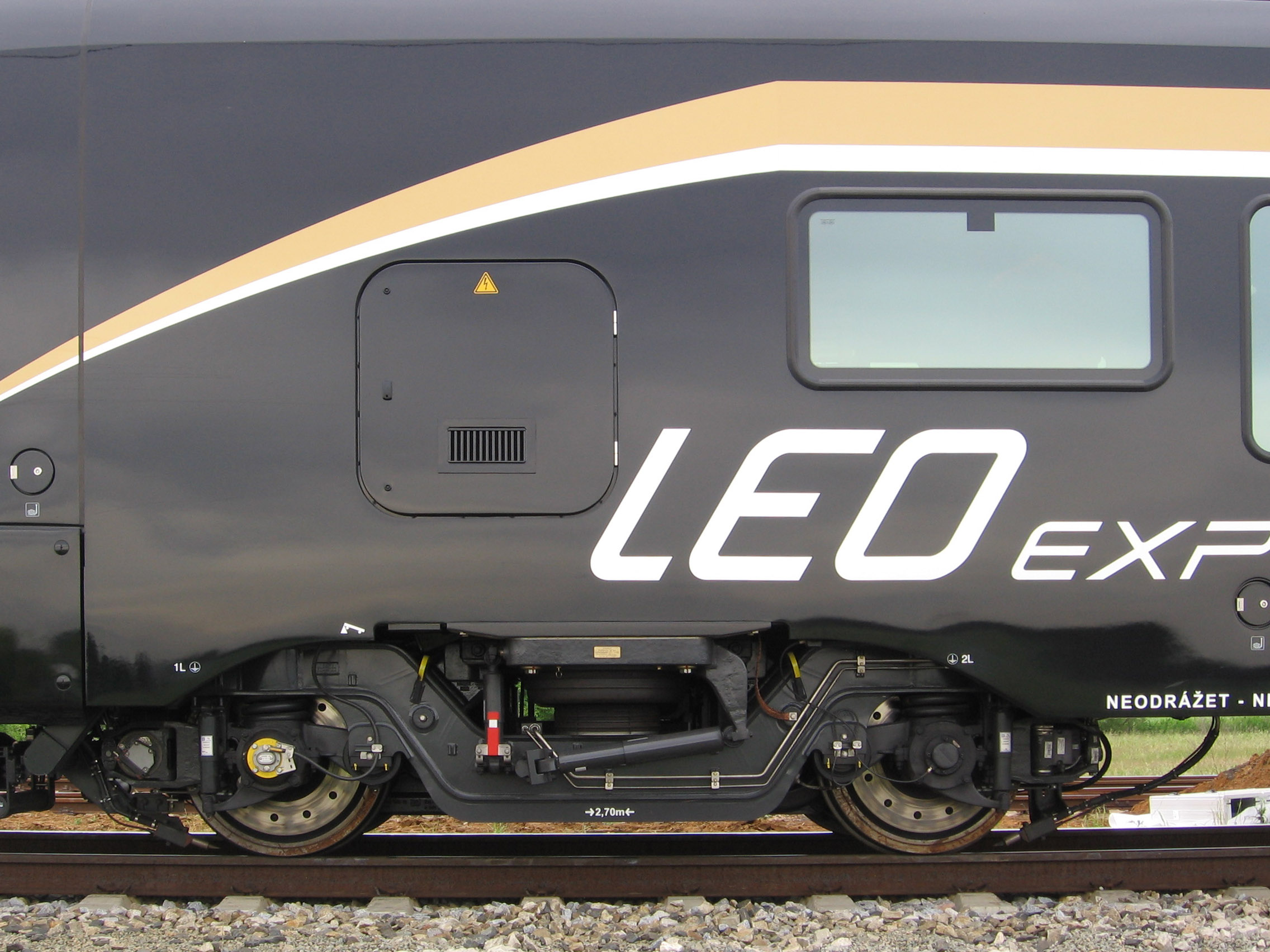
Wózek napędny

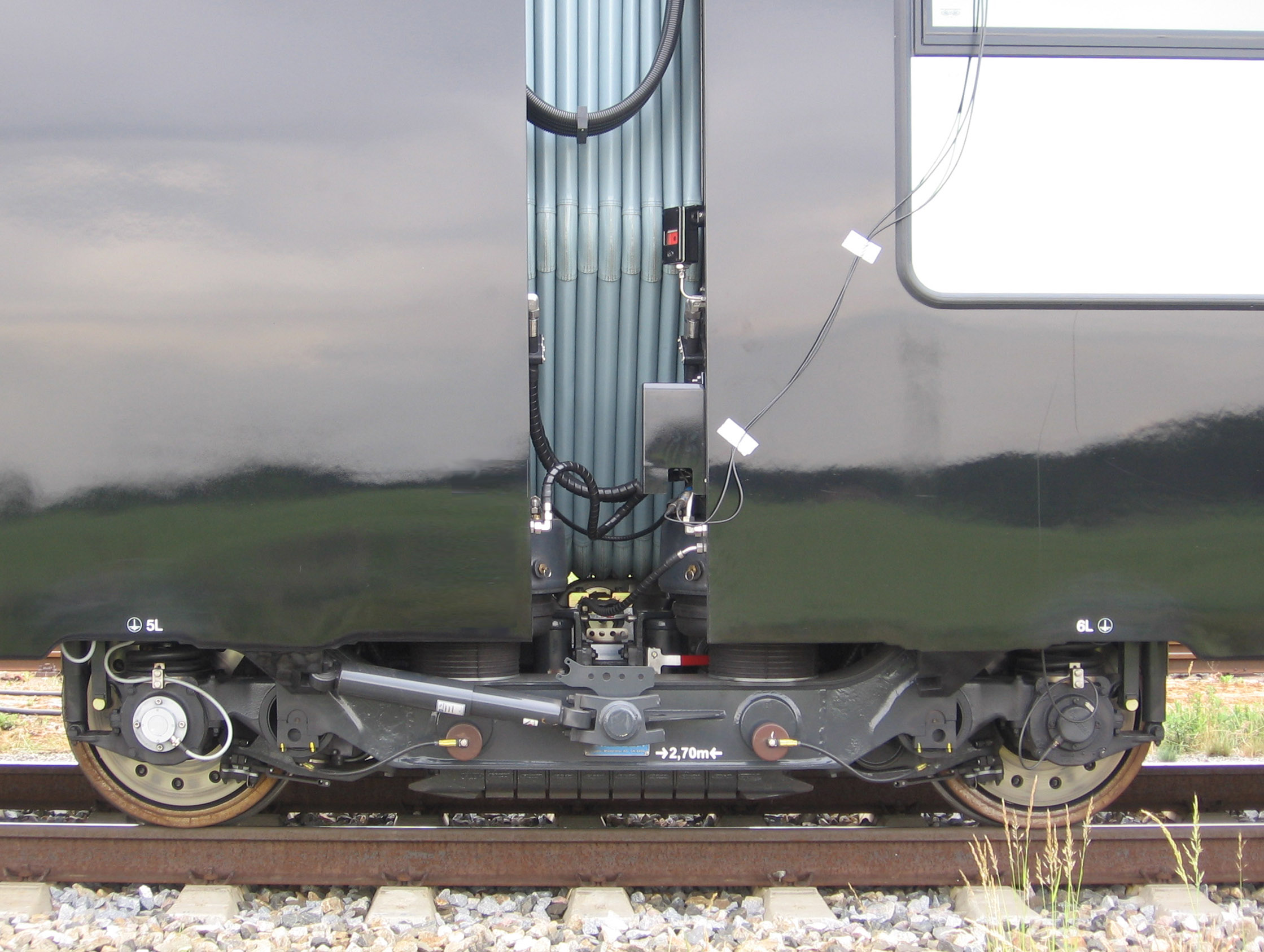
Wózek toczny

W pojazdach FLIRT wózki skrajne są wózkami napędnymi, natomiast wszystkie pozostałe wózki są wózkami tocznymi wspólnymi dla sąsiadujących członów (tzw. wózki Jakobsa). Wyjątkiem od tej reguły jest elektryczna dwuwagonowa wersja pojazdu eksploatowana przez Abellio, w której jedynie pierwszy wózek jest napędny, a dwa pozostałe są toczne, a także wersje pięcioczłonowe przystosowane do prędkości 200 km/h, wyprodukowane dla Norwegii i Szwecji, gdzie przy połączeniu drugiego i trzeciego wagonu zastosowano dwa niezależne wózki – toczny i napędowy. Odmienna jest wersja dla PKP Intercity, gdzie w środku pociągu zamiast wspólnego wózka zastosowano dwa wózki toczne o rozstawie odpowiadającym wózkom napędowym.
Rozstawy osi i średnice kół są różne w różnych wersjach jednostek.

#### Wózki
Ramy wózków są spawane, a funkcjonalnie ważne partie połączeń są obrobione mechanicznie. Zastosowano ułożyskowanie osi na zespołach łożysk wałeczkowo-stożkowych i prowadzenie osi w ułożyskowanych w gumie wahaczach osi. Wahacze osi są na łożysku osiowym wykonane jako dzielone, co pozwala na szybki montaż i demontaż zestawów kołowych. Zestawy kołowe, wyposażone w koła bezobręczowe, są zgodne z przepisami obliczeniowymi i wykonawczymi UIC/ERRI/CEN. Czopy końcowe osi ukształtowano tak by możliwe było zamontowanie szczotki uziemiającej, nadajnika, licznika kilometrów lub normalnej pokrywy. Wszystkie wózki są wyposażone w hamulce tarczowe kół, a wózki napędne dodatkowo w hamulec silnikowy, rury piasecznicy, SHP i urządzenie do smarowania obrzeży kół.

#### Usprężynowanie
Zawieszenie wózków składa się z usprężynowania I i II stopnia. Takie rozwiązanie umożliwia spokojny bieg pojazdu.
Usprężynowanie I stopnia (pierwotne) stanowi podparcie ramy wózka na osiach. Rama jest podparta na osiach za pomocą prowadnic osi wyposażonych w sprężyny stalowe i oddzielone od siebie za pomocą tłumiących dźwięk elementów gumowych.
Usprężynowanie II stopnia (wtórne) stanowi podparcie nadwozia wagonu na ramie wózka. Pudło przy wózku silnikowym podparte jest na ramie poprzez trawersę sprężynową z zintegrowanym czopem wózka i sprężynami powietrznymi, natomiast przy wózku tocznym na czterech pomocniczych zbiornikach powietrza nad sprężynami powietrznymi.

### Zasilanie i napęd

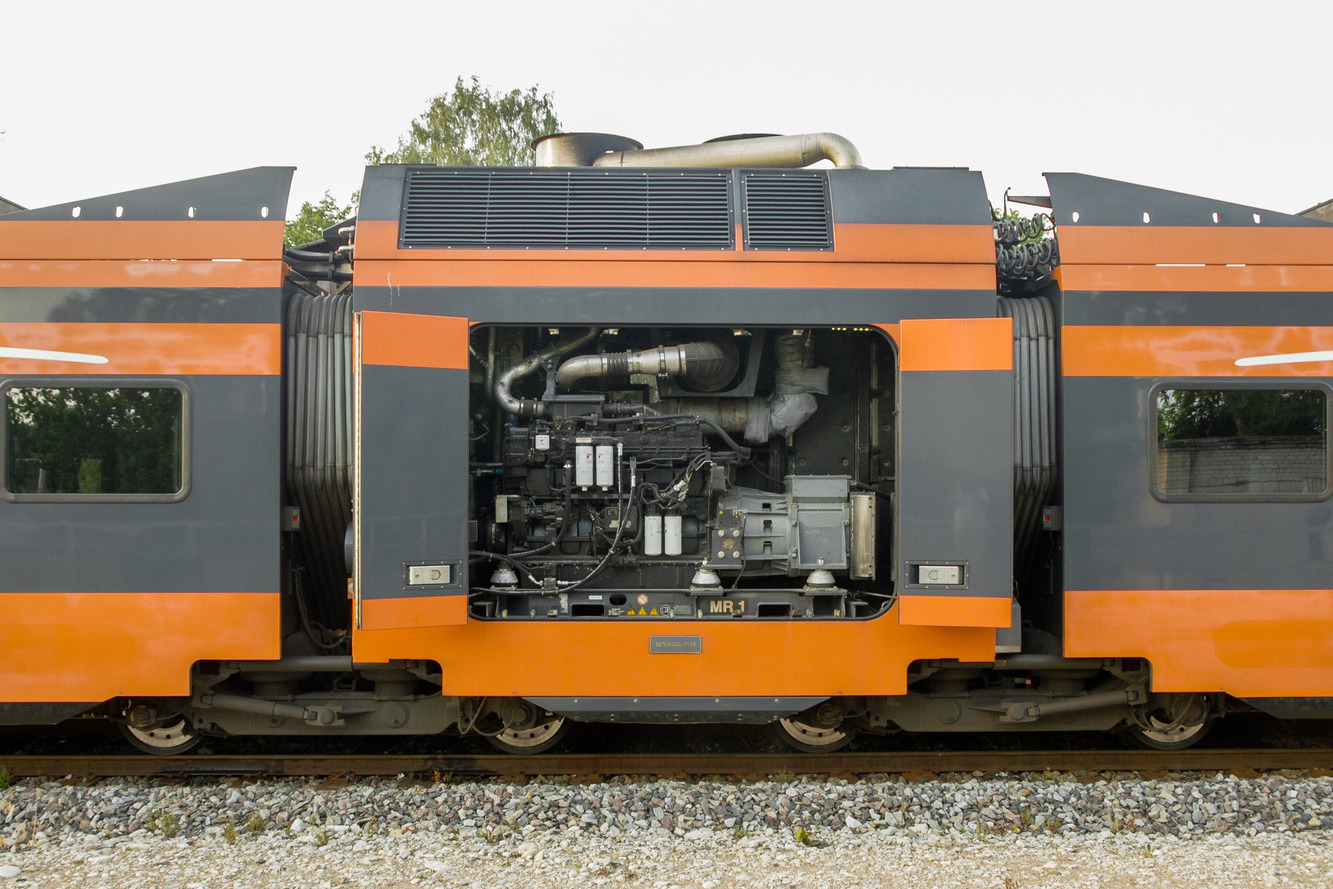
Spalinowy człon napędowy w pojeździe estońskim

W ramach rodziny pojazdów FLIRT produkuje się zespoły o napędzie elektrycznym, spalinowym i elektryczno-spalinowym.

#### Pojazdy elektryczne
Każdy pojazd o napędzie elektrycznym ma dwa w większości niezależne od siebie elektryczne układy napędowe (w każdym ze skrajnych wagonów silnikowych), których wyposażenie jest niemalże identyczne. Doprowadzenie energii do pojazdu następuje z przewodu jezdnego poprzez ślizgacze pantografów na przewód dachowy, który przenosi tę energię do obu układów trakcyjnych. W każdym z tych układów przewód dachowy doprowadza prąd do silników trakcyjnych.
Silniki trakcyjne typu TMF-59-39-4 produkcji Traktionssysteme Austria to czterobiegunowe asynchroniczne silniki trójfazowe dla zastosowań przy falownikach impulsowych. Moc ciągła jednego takiego silnika wynosi 500 kW, natomiast moc godzinna 650 kW. W silnikach tych zastosowano izolację odpowiadającą klasie 200 oraz chłodzenie obce i przelotowe. Temperatura silników mierzona jest przez dwie sondy, które w razie potrzeby sterują wentylacją. Moment obrotowy napędu jest przenoszony z silnika trakcyjnego na oś zestawu kołowego poprzez dwustopniową przekładnię zestawu kołowego oraz poprzez wał drążony Cardana umieszczony koncentrycznie w stosunku do osi zestawu kołowego i wyposażony w sprzęg z pakietami elementów klinowych. Nadajniki osiowe umieszczone na łożysku zestawu kołowego przekazują liczbę obrotów do sterowania prostownikiem i regulacji przyczepności.
W każdym wagonie końcowym znajdują się dwie maszynownie oddzielone od siebie symetrycznie usytuowanym przejściem. W maszynowniach tych znajduje się wyposażenie napędowe i pomocnicze danego wagonu napędnego. W maszynowni po lewej stronie w kierunku jazdy znajdują się: prostownik napędowy 1 bez ładowarki akumulatorów, tablica pneumatyczna PTM, komora rozdzielni z wysokonapięciowymi sterownikami, miernikami i bezpiecznikami oraz kanał powietrza dla chłodzenia silnika trakcyjnego 1. W maszynowni po prawej stronie w kierunku jazdy znajdują się: prostownik napędowy 2 z ładowarką akumulatorów, akumulatory, stojak na przyrządy sterownicze wyposażenia pomocniczego oraz kanał powietrza dla chłodzenia silnika trakcyjnego 2. W tylnej części każdego przedziału maszynisty znajduje się rusztowanie elektroniki wyposażone w dwie tablice.
Na dachu wagonów końcowych usytuowano wyłącznik szybki, dławik sieciowy, oporniki hamowania, wentylator chłodzący, chłodnicę wodną prostownika oraz sprężarkę powietrza. Na dachu wagonów środkowych usytuowano pantografy połówkowe z ochronnikami przepięciowymi pełniącymi rolę odgromników.

#### Pojazdy spalinowe
Pojazdy spalinowe, prócz członów pasażerskich, mają także osobne człony napędowe, w których pośrodku znajduje się przejście łączące wagony pasażerskie, a w pozostałej części silniki spalinowe i generatory. Takie rozwiązanie konstrukcyjne pozwoliło zredukować wpływ hałasu i wibracji na pasażerów.

## Eksploatacja

### Podsumowanie
| Państwo                    | Przewoźnik                                                    | Model                | Liczba sztuk         | Trakcja                               | Rozstaw szyn         | Pojazdy o liczbie członów | Pojazdy o liczbie członów | Pojazdy o liczbie członów | Pojazdy o liczbie członów | Pojazdy o liczbie członów | Pojazdy o liczbie członów | Pojazdy o liczbie członów | Oznaczenie serii przewoźnika | Lata dostaw          | Liczba sztuk w państwie | Źródła                                                           |
| Państwo                    | Przewoźnik                                                    | Model                | Liczba sztuk         | Trakcja                               | Rozstaw szyn         | 2                         | 3                         | 4                         | 5                         | 6                         | 7                         | 8                         | Oznaczenie serii przewoźnika | Lata dostaw          | Liczba sztuk w państwie | Źródła                                                           |
| -------------------------- | ------------------------------------------------------------- | -------------------- | -------------------- | ------------------------------------- | -------------------- | ------------------------- | ------------------------- | ------------------------- | ------------------------- | ------------------------- | ------------------------- | ------------------------- | ---------------------------- | -------------------- | ----------------------- | ---------------------------------------------------------------- |
| Algieria                   | SNTF                                                          | FLIRT                | 64                   | elektryczna (25 kV AC)                | 1435 mm              |                           |                           | 64                        |                           |                           |                           |                           | 541                          | 2008–2009            | 64                      | [ 29 ] [ 3 ]                                                     |
| Białoruś                   | Biełaruskaja czyhunka                                         | FLIRT                | 20 z 31              | elektryczna (25 kV AC)                | 1520 mm              |                           |                           | 6                         |                           |                           |                           |                           | EPG                          | 2011–2012            | 20 z 31                 | [ 30 ] [ 31 ] [ 32 ] [ 3 ] [ 33 ]                                |
| Białoruś                   | Biełaruskaja czyhunka                                         | FLIRT                | 20 z 31              | elektryczna (25 kV AC)                | 1520 mm              |                           |                           | 9                         | 4 z 14                    |                           |                           |                           | EPR                          | od 2011              | 20 z 31                 | [ 30 ] [ 31 ] [ 32 ] [ 3 ] [ 33 ]                                |
| Białoruś                   | Biełaruskaja czyhunka                                         | FLIRT G              | 20 z 31              | elektryczna (25 kV AC)                | 1520 mm              |                           |                           |                           |                           |                           | 1 z 2                     |                           | EPM                          | 2015–2016            | 20 z 31                 | [ 34 ]                                                           |
| Czechy · Polska · Słowacja | Leo Express                                                   | FLIRT                | 5                    | elektryczna (3 kV DC)                 | 1435 mm              |                           |                           |                           | 5                         |                           |                           |                           | 480                          | 2012                 | 5                       | [ 35 ] [ 3 ]                                                     |
| Estonia                    | Eesti Liinirongid                                             | FLIRT                | 38                   | elektryczna (3 kV DC)                 | 1520 mm              |                           | 12                        | 6                         |                           |                           |                           |                           | 1300, 1400                   | 2013–2014            | 38                      | [ 36 ] [ 28 ] [ 37 ] [ 38 ] [ 39 ] [ 3 ]                         |
| Estonia                    | Eesti Liinirongid                                             | FLIRT                | 38                   | spalinowa                             | 1520 mm              | 6                         | 8                         | 6                         |                           |                           |                           |                           | 2200, 2300, 2400             | 2013–2014            | 38                      | [ 36 ] [ 28 ] [ 37 ] [ 38 ] [ 39 ] [ 3 ]                         |
| Finlandia                  | Junakalusto Oy                                                | FLIRT                | 41 z 75              | elektryczna (25 kV AC)                | 1524 mm              |                           |                           | 41 z 75                   |                           |                           |                           |                           | Sm5                          | 2008–2017            | 41 z 75                 | [ 40 ] [ 41 ] [ 3 ]                                              |
| Holandia                   | Nederlandse Spoorwegen                                        | FLIRT                | 55 z 58              | elektryczna (1,5 kV DC)               |                      |                           | ? z 33                    | ? z 25                    |                           |                           |                           |                           |                              | od 2016              | 55 z 80                 | [ 42 ] [ 3 ] [ 43 ]                                              |
| Holandia                   | Nederlandse Spoorwegen, Abellio Rail                          | FLIRT                | 0 z 6                | elektryczna (1,5 kV DC)               |                      | 0 z 6                     |                           |                           |                           |                           |                           |                           |                              | 2016                 | 55 z 80                 | [ 42 ] [ 3 ] [ 43 ]                                              |
| Holandia                   | Syntus BV, Keolis                                             | FLIRT³               | 0 z 16               |                                       |                      |                           | 0 z 9                     | 0 z 7                     |                           |                           |                           |                           |                              | od 2017              | 55 z 80                 | [ 44 ]                                                           |
| Niemcy                     | SBB                                                           | FLIRT                | 9                    | elektryczna (15 kV AC)                | 1435 mm              |                           |                           | 9                         |                           |                           |                           |                           | RABe 521                     | 2006                 | 256 z 325               | [ 45 ]                                                           |
| Niemcy                     | Verkehrsgesellschaft                                          | FLIRT                | 20                   | elektryczna (15 kV AC)                | 1435 mm              |                           | 14                        | 6                         |                           |                           |                           |                           | BR 427, BR 428               | 2006                 | 256 z 325               | [ 46 ]                                                           |
| Niemcy                     | CB Rail, Abellio Rail                                         | FLIRT                | 17                   | elektryczna (15 kV AC)                | 1435 mm              | 8                         | 9                         |                           |                           |                           |                           |                           | ET 23, ET 24                 | 2007                 | 256 z 325               | [ 17 ] [ 3 ]                                                     |
| Niemcy                     | DB Regio AG                                                   | FLIRT                | 5                    | elektryczna (15 kV AC)                | 1435 mm              |                           |                           |                           | 5                         |                           |                           |                           | BR 427                       | 2007                 | 256 z 325               | [ 47 ]                                                           |
| Niemcy                     | ATE, WestfalenBahn                                            | FLIRT                | 19                   | elektryczna (15 kV AC)                | 1435 mm              |                           | 14                        |                           | 5                         |                           |                           |                           | ET 3, ET 5                   | 2007                 | 256 z 325               | [ 48 ] [ 3 ]                                                     |
| Niemcy                     | Eurobahn, ATE, Keolis Deutschland                             | FLIRT                | 43                   | elektryczna (15 kV AC)                | 1435 mm              |                           |                           | 29                        | 14                        |                           |                           |                           | BR 428, BR 429               | 2007–2009            | 256 z 325               | [ 49 ] [ 3 ]                                                     |
| Niemcy                     | ATE, BLD                                                      | FLIRT                | 5                    | elektryczna (15 kV AC)                | 1435 mm              |                           | 5                         |                           |                           |                           |                           |                           | BR 427                       | 2009                 | 256 z 325               | [ 50 ] [ 3 ]                                                     |
| Niemcy                     | VIAS                                                          | FLIRT                | 19                   | elektryczna (15 kV AC)                | 1435 mm              |                           | 5                         |                           | 14                        |                           |                           |                           | ET 300, ET 400               | 2010                 | 256 z 325               | [ 51 ] [ 3 ]                                                     |
| Niemcy                     | Hessische Landesbahn                                          | FLIRT                | 13                   | elektryczna (15 kV AC)                | 1435 mm              |                           | 7                         |                           | 6                         |                           |                           |                           | BR 427, BR 429               | 2010–2014            | 256 z 325               | [ 52 ] [ 3 ]                                                     |
| Niemcy                     | DB Regio AG                                                   | FLIRT³               | 28                   | elektryczna (15 kV AC)                | 1435 mm              |                           |                           |                           | 28                        |                           |                           |                           | BR 1429                      | 2014                 | 256 z 325               | [ 53 ] [ 3 ]                                                     |
| Niemcy                     | DB Regio NRW GmbH                                             | FLIRT³               | 14                   | elektryczna (15 kV AC)                | 1435 mm              |                           |                           | 14                        |                           |                           |                           |                           | BR 1428                      | 2014                 | 256 z 325               | [ 54 ] [ 3 ]                                                     |
| Niemcy                     | BeNEX                                                         | FLIRT³               | 15                   | elektryczna (15 kV AC)                | 1435 mm              |                           |                           |                           | 7                         | 8                         |                           |                           | BR 1429, BR 1430             | 2014                 | 256 z 325               | [ 55 ] [ 3 ]                                                     |
| Niemcy                     | Bayerische Oberlandbahn                                       | FLIRT³               | 35                   | elektryczna (15 kV AC)                | 1435 mm              |                           | 7                         |                           |                           | 28                        |                           |                           | BR 427, BR 429               | 2013                 | 256 z 325               | [ 56 ] [ 3 ] [ 57 ]                                              |
| Niemcy                     | Alpha Trains                                                  | FLIRT³               | 15                   | elektryczna (15 kV AC)                | 1435 mm              |                           |                           | 15                        |                           |                           |                           |                           | ET 4                         | 2015                 | 256 z 325               | [ 58 ] [ 3 ]                                                     |
| Niemcy                     | Abellio Rail                                                  | FLIRT³               | 0 z 13               | elektryczna (15 kV AC)                | 1435 mm              |                           |                           |                           | 0 z 13                    |                           |                           |                           | ET 25                        | 2016                 | 256 z 325               | [ 59 ] [ 60 ] [ 3 ]                                              |
| Niemcy                     | Go-Ahead Deutschland                                          | FLIRT³               | 0 z 56               |                                       |                      |                           | 0 z 22                    | 0 z 9                     | 0 z 15                    | 0 z 10                    |                           |                           |                              |                      | 256 z 325               | [ 61 ] [ 62 ]                                                    |
| Niemcy · Holandia          | Abellio Rail                                                  | FLIRT³               | 1 z 7                | elektryczna (15/25 kV AC / 1,5 kV DC) | 1435 mm              |                           |                           |                           | 1 z 7                     |                           |                           |                           | ET 25                        | 2016–2017            | 1 z 15                  | [ 59 ] [ 60 ] [ 3 ] [ 63 ]                                       |
| Niemcy · Holandia          | Eurobahn                                                      | FLIRT³               | 0 z 8                | elektryczna (15/25 kV AC / 1,5 kV DC) |                      |                           |                           |                           | 0 z 8                     |                           |                           |                           |                              | 2017                 | 1 z 15                  | [ 64 ]                                                           |
| Norwegia                   | Norges Statsbaner                                             | FLIRT                | 66 z 92              | elektryczna (15 kV AC)                | 1435 mm              |                           |                           |                           | ?                         |                           |                           |                           | BM 74                        | od 2011              | 81 z 107                | [ 18 ] [ 65 ] [ 3 ] [ 66 ]                                       |
| Norwegia                   | Norges Statsbaner                                             | FLIRT                | 66 z 92              | elektryczna (15 kV AC)                | 1435 mm              |                           |                           |                           | ?                         |                           |                           |                           | BM 75                        | od 2010              | 81 z 107                | [ 18 ] [ 65 ] [ 3 ] [ 66 ]                                       |
| Polska                     | Koleje Mazowieckie                                            | FLIRT                | 10                   | elektryczna (3 kV DC)                 | 1435 mm              |                           |                           | 10                        |                           |                           |                           |                           | ER75                         | 2008                 | 127                     | [ 26 ]                                                           |
| Polska                     | Koleje Mazowieckie                                            | FLIRT³               | 61                   | elektryczna (3 kV DC)                 | 1435 mm              |                           |                           |                           | 61                        |                           |                           |                           | ER160                        | 2020-2023            | 127                     | [ 67 ] [ 68 ] [ 69 ] [ 70 ]                                      |
| Polska                     | Koleje Śląskie                                                | FLIRT                | 4                    | elektryczna (3 kV DC)                 | 1435 mm              |                           |                           | 4                         |                           |                           |                           |                           | EN75                         | 2008                 | 127                     | [ 71 ]                                                           |
| Polska                     | Łódzka Kolej Aglomeracyjna                                    | FLIRT³               | 20                   | elektryczna (3 kV DC)                 | 1435 mm              | 20                        |                           |                           |                           |                           |                           |                           |                              | 2014–2015            | 127                     | [ 72 ]                                                           |
| Polska                     | PKP Intercity                                                 | FLIRT³               | 20                   | elektryczna (3 kV DC)                 | 1435 mm              |                           |                           |                           |                           |                           |                           | 20                        | ED160                        | 2015                 | 127                     | [ 73 ] [ 74 ]                                                    |
| Polska                     | PKP Intercity                                                 | FLIRT³               | 12                   | elektryczna (3 kV DC)                 | 1435 mm              |                           |                           |                           |                           |                           |                           | 12                        | ED160                        | od 2022              | 127                     | [ 75 ] [ 76 ]                                                    |
| Serbia                     | Železnice Srbije                                              | FLIRT³               | 21                   | elektryczna (25 kV AC)                | 1435 mm              |                           |                           | 21                        |                           |                           |                           |                           | 413                          | 2014                 | 21                      | [ 77 ] [ 3 ]                                                     |
| Słowenia                   | Slovenske železnice                                           |                      | 0 z 11               | elektryczna                           |                      |                           |                           | 0 z 11                    |                           |                           |                           |                           |                              |                      | 0 z 16                  | [ 78 ]                                                           |
| Słowenia                   | Slovenske železnice                                           |                      | 0 z 5                | elektryczno- spalinowa                |                      |                           | 0 z 5                     |                           |                           |                           |                           |                           |                              |                      | 0 z 16                  | [ 78 ]                                                           |
| Stany Zjednoczone          | Fort Worth Transportation Authority                           | FLIRT³               | 1 z 8                | elektryczno- spalinowa                |                      |                           |                           |                           | 1 z 8                     |                           |                           |                           |                              | od 2018              | 1 z 8                   | [ 79 ] [ 80 ]                                                    |
| Szwajcaria                 | SBB (Stadtbahn Zug)                                           | FLIRT                | 12                   | elektryczna (15 kV AC)                | 1435 mm              |                           |                           | 12                        |                           |                           |                           |                           | RABe 523                     | 2004                 | 77 z 154                | [ 81 ]                                                           |
| Szwajcaria                 | SBB (Regio S-Bahn Basel)                                      | FLIRT                | 20                   | elektryczna (15 kV AC)                | 1435 mm              |                           |                           | 20                        |                           |                           |                           |                           | RABe 521                     | 2005–2006            | 77 z 154                | [ 82 ]                                                           |
| Szwajcaria                 | SOB                                                           | FLIRT                | 25 z 36              | elektryczna (15 kV AC)                | 1435 mm              |                           |                           | 25                        | 0 z 5                     |                           |                           | 0 z 6                     | RABe 526                     | 2007–2013, 2018      | 77 z 154                | [ 83 ] [ 3 ] [ 84 ]                                              |
| Szwajcaria                 | TRN                                                           | FLIRT                | 3                    | elektryczna (15 kV AC)                | 1435 mm              |                           |                           | 3                         |                           |                           |                           |                           | RABe 527                     | 2007–2009            | 77 z 154                | [ 85 ]                                                           |
| Szwajcaria                 | SBB (Vaud)                                                    | FLIRT                | 23 z 37              | elektryczna (15 kV AC)                | 1435 mm              |                           |                           | 23 z 37                   |                           |                           |                           |                           | RBe 523                      | 2009–2010, ?         | 77 z 154                | [ 86 ]                                                           |
| Szwajcaria                 | TPF                                                           | FLIRT                | 8                    | elektryczna (15 kV AC)                | 1435 mm              |                           |                           | 8                         |                           |                           |                           |                           | RABe 527                     | 2011–2012            | 77 z 154                | [ 87 ] [ 3 ]                                                     |
| Szwajcaria                 | BLS                                                           | FLIRT                | 0 z 52               | elektryczna (15 kV AC)                | 1435 mm              |                           |                           |                           |                           |                           |                           |                           |                              |                      | [ 88 ]                  |                                                                  |
| Szwajcaria · Francja       | SBB                                                           | FLIRT                | 26                   | elektryczna (15/25 kV AC)             | 1435 mm              |                           |                           | 26                        |                           |                           |                           |                           | RABe 522                     | 2008–2011            | 26                      | [ 89 ] [ 3 ]                                                     |
| Szwajcaria · Niemcy        | SBB (Wiesental)                                               | FLIRT                | 10                   | elektryczna (15 kV AC)                | 1435 mm              |                           |                           | 10                        |                           |                           |                           |                           | RABe 521                     | 2005                 | 10                      | [ 90 ]                                                           |
| Szwajcaria · Włochy        | SBB / Ferrovienord                                            | FLIRT                | 40                   | elektryczna (15 kV AC / 3 kV DC)      | 1435 mm              |                           |                           | 23                        |                           | 17                        |                           |                           | RABe 524                     | 2007–2014            | 40                      | [ 91 ] [ 3 ] [ 92 ]                                              |
| Szwecja                    | MTR                                                           | FLIRT                | 6                    | elektryczna (15 kV AC)                | 1435 mm              |                           |                           |                           | 6                         |                           |                           |                           | X74                          | 2014–2015            | 6                       | [ 93 ] [ 94 ] [ 3 ]                                              |
| Węgry                      | MÁV                                                           | FLIRT                | 123                  | elektryczna (25 kV AC)                | 1435 mm              |                           |                           | 123                       |                           |                           |                           |                           | 5341                         | 2007–2016            | 123                     | [ 95 ] [ 96 ] [ 97 ] [ 98 ] [ 99 ] [ 100 ] [ 3 ] [ 101 ] [ 102 ] |
| Węgry · Austria            | GYSEV                                                         | FLIRT                | 10                   | elektryczna (25 kV AC)                | 1435 mm              |                           |                           | 10                        |                           |                           |                           |                           | 6341                         | 2014–2015            | 12 z 20                 | [ 103 ] [ 104 ] [ 100 ] [ 99 ] [ 3 ]                             |
| Węgry · Austria            | GYSEV                                                         | FLIRT³               | 2 z 10               | elektryczna (25 kV AC)                | 1435 mm              |                           |                           | 2 z 10                    |                           |                           |                           |                           | 435                          | od 2017              | 12 z 20                 | [ 105 ] [ 106 ]                                                  |
| Włochy                     | Sistemi Territoriali                                          | FLIRT                | 20                   | elektryczna (3 kV DC)                 | 1435 mm              |                           |                           | 16                        |                           | 4                         |                           |                           | ETR 340, ETR 360             | 2012–2013            | 69 z 78                 | [ 107 ] [ 3 ]                                                    |
| Włochy                     | Südtiroler Transportstrukturen, Trenitalia                    | FLIRT                | 20                   | elektryczna (15 kV AC / 3 kV DC)      | 1435 mm              |                           |                           | 4                         |                           | 16                        |                           |                           | ETR 155, ETR 170             | 2008–2014            | 69 z 78                 | [ 108 ] [ 3 ]                                                    |
| Włochy                     | Ferrovie del Gargano                                          | FLIRT                | 3                    | elektryczna (3 kV DC)                 | 1435 mm              |                           | 3                         |                           |                           |                           |                           |                           | ETR 330                      | 2009                 | 69 z 78                 | [ 109 ] [ 3 ]                                                    |
| Włochy                     | Ferrotramviaria                                               | FLIRT                | 4                    | elektryczna (3 kV DC)                 | 1435 mm              |                           |                           | 4                         |                           |                           |                           |                           | ETR 340 FT                   | 2009                 | 69 z 78                 | [ 110 ]                                                          |
| Włochy                     | Ferrovie Emilia Romagna / Trasporto Passeggeri Emilia-Romagna | FLIRT                | 22 z 26              | elektryczna (3 kV DC)                 | 1435 mm              |                           |                           |                           | 22 z 26                   |                           |                           |                           | ETR 350                      | od 2011              | 69 z 78                 | [ 111 ] [ 3 ] [ 112 ] [ 113 ] [ 114 ]                            |
| Włochy                     | Dolina Aosty                                                  | FLIRT³               | 0 z 5                | elektryczna (3 kV DC) i spalinowa     | 1435 mm              |                           |                           | 0 z 5                     |                           |                           |                           |                           | BTR 813                      | 2018                 | 69 z 78                 | [ 23 ] [ 3 ] [ 115 ]                                             |
| Łączna liczba sztuk:       | Łączna liczba sztuk:                                          | Łączna liczba sztuk: | Łączna liczba sztuk: | Łączna liczba sztuk:                  | Łączna liczba sztuk: | Łączna liczba sztuk:      | Łączna liczba sztuk:      | Łączna liczba sztuk:      | Łączna liczba sztuk:      | Łączna liczba sztuk:      | Łączna liczba sztuk:      | Łączna liczba sztuk:      | Łączna liczba sztuk:         | Łączna liczba sztuk: | 1013 z 1274             |                                                                  |

### Algieria

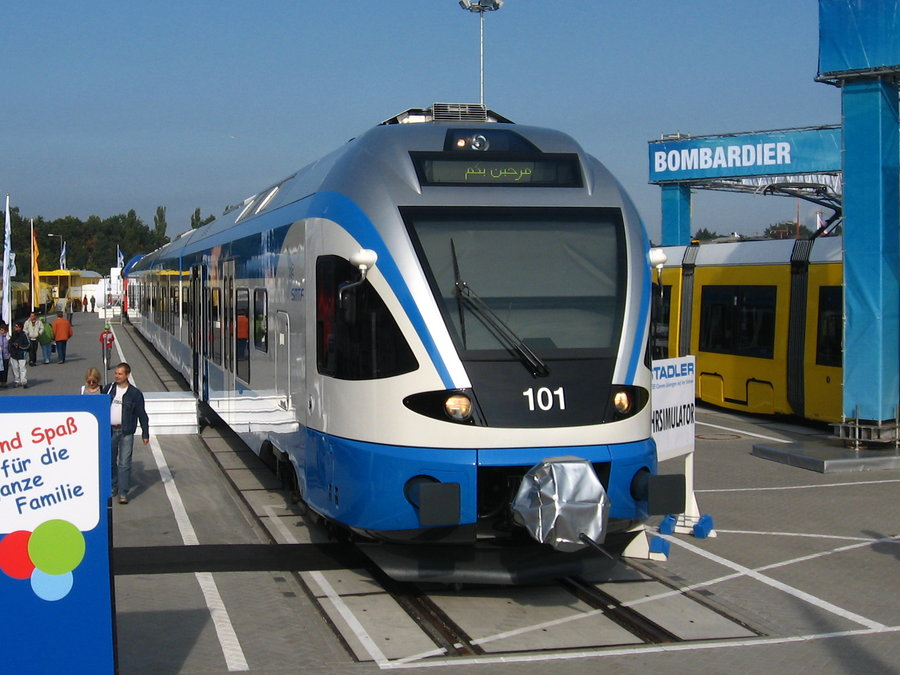
Algierski FLIRT podczas targów InnoTrans 2008

W 2006 algierskie koleje państwowe SNTF zamówiły 64 sztuki czterowagonowych elektrycznych zespołów trakcyjnych z rodziny FLIRT. W związku z udzieloną na te pojazdy przez przedsiębiorstwo Stadler gwarancją do 2018 producent uruchomił specjalny zakład w Algierii w halach udostępnionych przez przewoźnika. Dostawy pojazdów rozpoczęto w 2008. 3 maja 2009 rozpoczęto planową eksploatację 22 dostarczonych wówczas jednostek na otwartej dzień wcześniej pierwszej części sieci SKM w Algierze na trasach Algier – Al-Affroun i Algier – Thenia. Pozostałe pojazdy dostarczono do 2010 i skierowano na tę samą trasę.
10 listopada 2015 SNTF oraz Stadler Rail podpisały list intencyjny w sprawie założenia spółki joint venture. Spółka ta początkowo miałaby odpowiadać za utrzymanie floty flirtów przewoźnika, a w przyszłości również za produkcję taboru dla państw afrykańskich.

### Białoruś

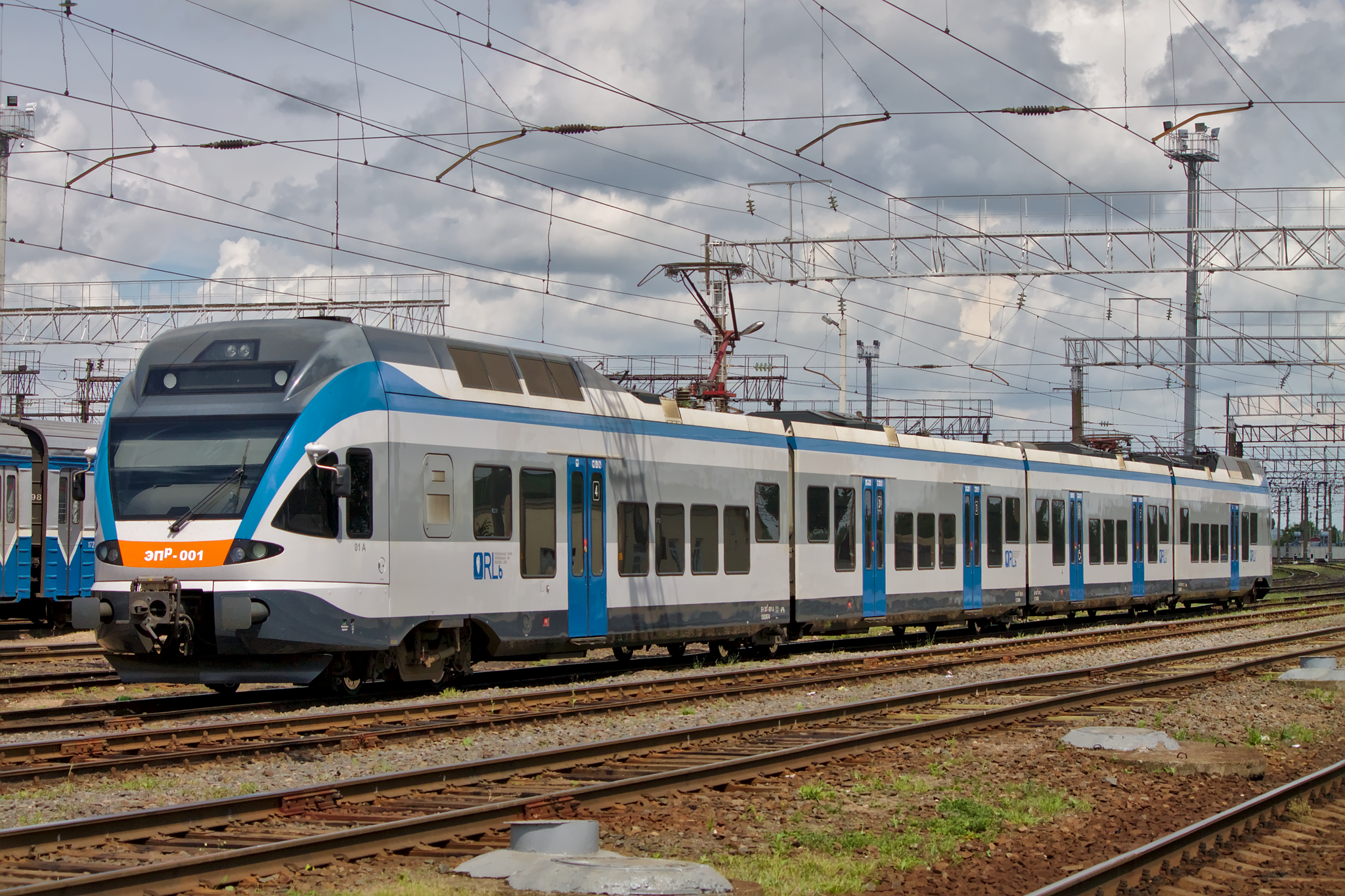
Białoruski FLIRT w wersji międzyregionalnej

W marcu 2010 Koleje Białoruskie ogłosiły przedsiębiorstwo Stadler zwycięzcą przetargu na dostawę 10 czteroczłonowych EZT mających na celu zastąpienie starego taboru. Producent zaoferował Białorusi pojazdy z rodziny FLIRT, z których 6 miało zostać skierowanych do obsługi linii aglomeracyjnych w pobliżu Mińska, natomiast pozostałe 4 do eksploatacji połączeń międzyregionalnych w całym kraju. Pojazdy te bazowały na fińskiej wersji dla Junakalusto Oy, przystosowanej do ciężkich warunków klimatycznych, dlatego też ich produkcję, podobnie jak wersji fińskiej, ulokowano w szwajcarskim Bussnang. Dostosowano ich wózki do rozstawu szyn 1520 mm, pudła do białoruskiej skrajni, a pojazdy aglomeracyjne wyposażono ponadto w dodatkowe, wysuwane stopnie wejściowe do obsługi peronów o wysokości 200 mm ponad główką szyny.
6 stycznia 2011 oficjalnie przekazano pierwszy skład wykonany w zakładach w Bussnang. 12 lutego 2011 wagony stanowiące pierwszą jednostkę pokonały na ciężarówkach drogę ze Szwajcarii do lokomotywowni w Baranowiczach. 25 lutego 2011 drugi pociąg przekroczył granicę Białorusi i dotarł na miejsce niedługo potem. Po niewielkich pracach wykończeniowych 2 marca 2011 został skierowany do Mińska, gdzie rozpoczęto jego testowanie. W połowie marca 2011 dostarczono trzeci skład, który posłużył do szkolenia załogi. W tym czasie pojazdy EPG-001 i EPG-002 poddawano testom. W kwietniu 2011 wszystkie trzy składy skierowano do lokomotywowni w Mińsku, gdzie stworzono specjalne zaplecze utrzymania zespołów FLIRT. Latem 2011 zakończono procedurę szkolenia pracowników i testy nowych składów, podczas których pojazd przedsiębiorstwa Stadler ustanowił nowy rekord prędkości na białoruskich torach wynoszący 176 km/h. 1 lipca 2011 składy EPG-001, 002 i 003 rozpoczęły testową eksploatację na trasie Mińsk – Zasław, a we wrześniu 2011 skierowano je do planowej eksploatacji na liniach z Mińska do miejscowości Mołodeczno, Baranowicze i Orsza. Pozostałe jednostki trafiły w ręce białoruskich kolejarzy do połowy 2012.
Pod koniec 2012 BŻD zamówiły kolejnych 6 pojazdów z rodziny FLIRT. Pięcioczłonowe elektryczne zespoły trakcyjne zostaną wyprodukowane w zakładzie producenta w Siedlcach i będą przeznaczone do obsługi połączeń regionalnych. Kontrakt miał zostać zrealizowany w latach 2013–2014. Ostatecznie dostarczono 4 pojazdy 5-członowe, a pod koniec stycznia 2014 przewoźnik zamówił jeszcze 5 składów 4-członowych. W planach był wówczas zakup 2 składów 7-wagonowych.
19 grudnia 2015 w mińskiej fabryce Stadlera ukończono pierwszą z 7-wagonowych jednostek dalekobieżnych z rodziny FLIRT G.
17 stycznia 2019 Koleje Białoruskie zamówiły kolejnych 10 jednostek 5-członowych do obsługi trasy Mińsk – Homel.

### Czechy

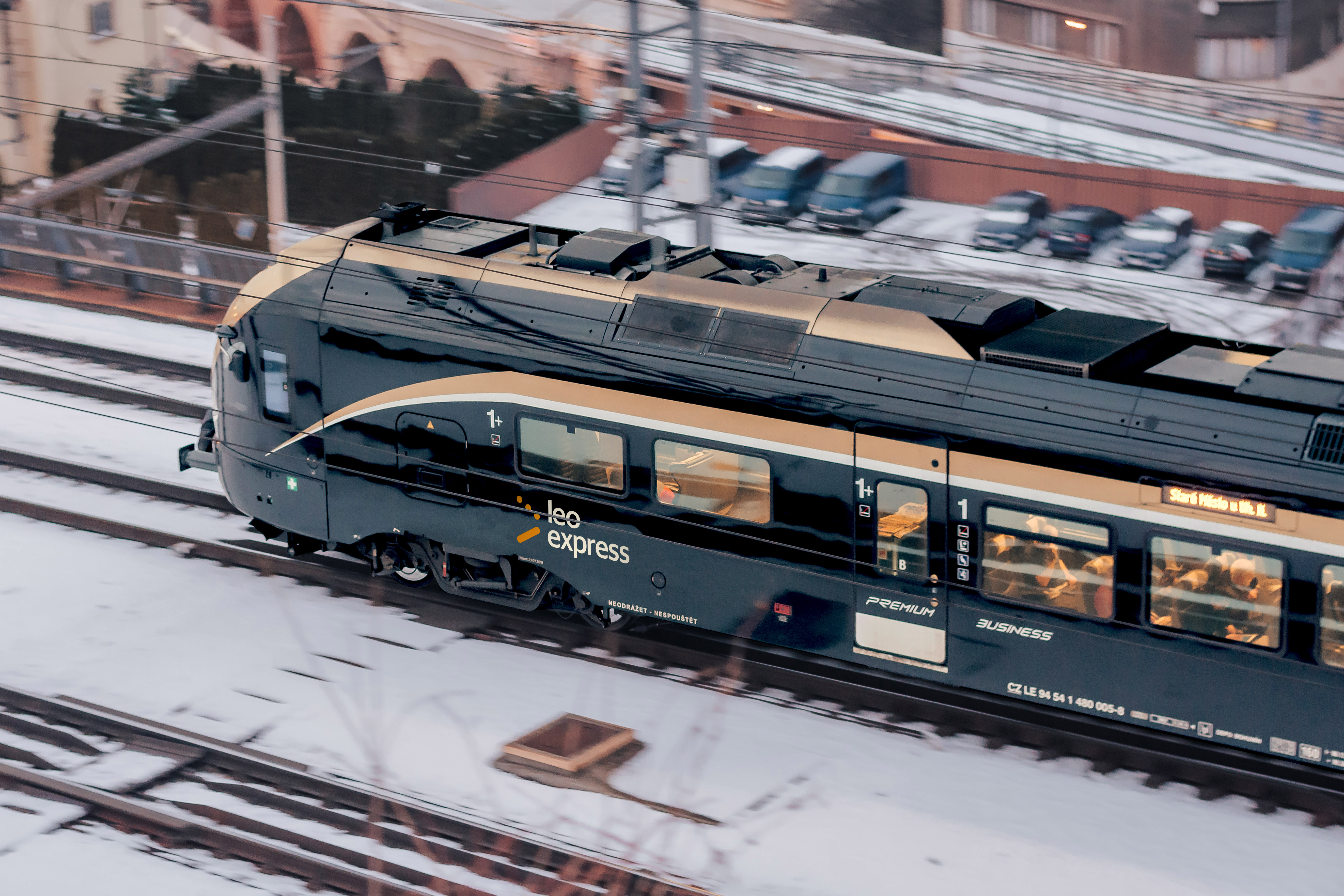
FLIRT Leo Express

We wrześniu 2010 czeski prywatny przewoźnik Leo Express zamówił 5 sztuk pięcioczłonowych FLIRT-ów. Realizacja zamówienia rozpoczęła się we wrześniu 2011 w zakładzie przedsiębiorstwa Stadler Rail w Siedlcach.
2 lutego 2012 zakończono produkcję pierwszego składu. 27 kwietnia 2012 jednostka ta była testowana na linii E 20 na odcinku Siedlce – Łuków. 18 maja 2012 gotowa była druga jednostka, natomiast 24 maja 2012 pierwsza czarna puma została zaprezentowana na torze testowym w czeskim Velimiu, gdzie rozpoczęła testy.
13 czerwca 2012 ukończono budowę trzeciego składu dla Czech. 18 września 2012 Leo Express i Stadler zaprezentowali go wspólnie na targach InnoTrans w Berlinie.
6 października 2012 przewoźnik przyjął na swój stan czwartą sztukę, którą na przełomie października i listopada 2012 zaprezentowano publiczności w Ostrawie, Pardubicach i Pradze. Na początku listopada 2012 wszystkie pojazdy FLIRT Leo Expressu były gotowe do rozpoczęcia jazd próbnych z pasażerami na pokładzie. Testy prowadzono od 13 do 16 listopada 2012 na trasie Praga – Ostrawa i zakończyły one proces homologacji pojazdów.
9 grudnia przewoźnik rozpoczął planową eksploatację pojazdów FLIRT na trasie Praga – Pardubice – Ołomuniec – Ostrawa – Bogumin.
8 maja 2017 jeden z Flirtów przyjechał do Polski na testy dynamiczne. 17 lipca 2018 czeskie Flirty otrzymały dopuszczenie do eksploatacji w Polsce, a 20 lipca 2018 LE rozpoczął kursowanie na trasie Praga – Ostrawa – Katowice – Kraków.

### Estonia

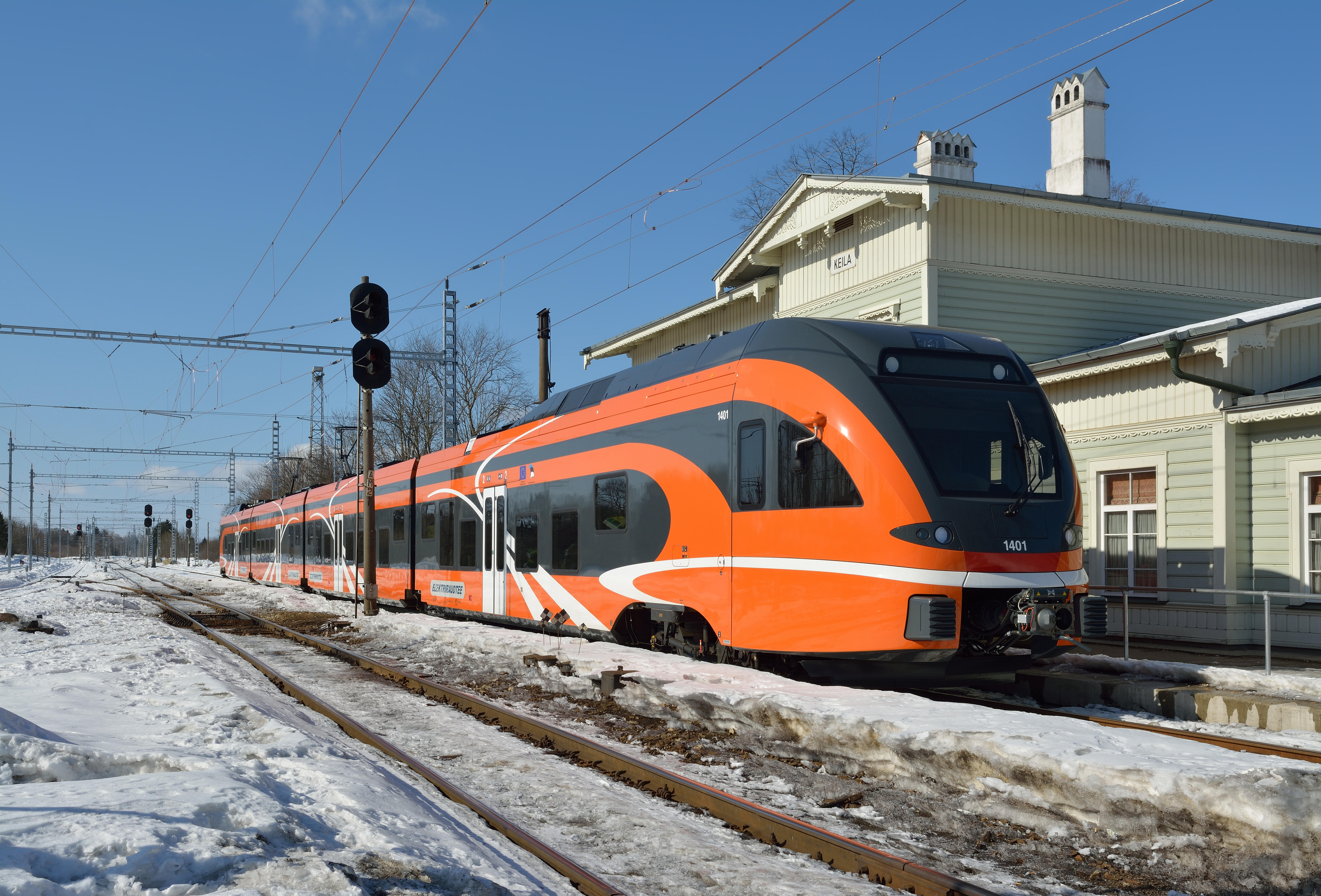
Estoński FLIRT

W kwietniu 2010 koncern Stadler pozyskał zamówienie na wyprodukowanie 20 spalinowych i 18 elektrycznych zespołów trakcyjnych dla estońskiego Elektriraudtee. Umowę pomiędzy producentem a przewoźnikiem podpisano 3 sierpnia 2010.
Pod koniec stycznia 2012 w węgierskim zakładzie producenta powstały pudło pierwszego wagonu dla pierwszej jednostki elektrycznej oraz nowe zestawy kołowe, a w marcu 2012 gotowe było pudło pierwszego bloku silnika dla wersji spalinowej i wykonano testy pierwszego silnika spalinowego. Na przełomie marca i kwietnia 2012 w Czechach miały miejsce testy laboratoryjne, podczas których przeprowadzono próby obciążeniowe mające na celu udzielenie kupującemu gwarancji, że pojazdy spełniają wymogi Unii Europejskiej. 2 maja 2012 prace nad składami czterowagonowymi rozpoczęto w polskim zakładzie producenta. W czerwcu 2012 skompletowane zostało podwozie dla pierwszego pociągu elektrycznego, a na początku lipca 2012 w siedleckim zakładzie rozpoczęto montaż wyposażenia wnętrza pierwszego pojazdu elektrycznego i spalinowego, który zakończono pod koniec sierpnia 2012.
We wrześniu 2012 pierwsze dwa pojazdy zostały na specjalnych ciężarówkach w modułach przewiezione do Małaszewicz, gdzie pudła zostały zestawione na wózki i dołączono do nich człony napędne. Na zelektryfikowanym na odcinku około 100 metrów torze o szerokości 1520 mm wykonano próby odbiorcze pierwszych dwóch pojazdów, które następnie przetransportowano do Estonii. Jednostka elektryczna pojechała przez terytorium Białorusi do Dyneburga, skąd przez Rygę i Valgę dotarła do Tallinna 17 listopada 2012. Jednostka spalinowa natomiast 7 grudnia 2012 dotarła do Brześcia, skąd ruszyła w dalszą podróż do Estonii. Na miejsce dotarła 10 grudnia 2012.
Pociągi elektryczne trój- i czterowagonowe oznaczono odpowiednio seriami 1300 i 1400, natomiast składy spalinowe dwu-, trój- i czterowagonowe to odpowiednio serie 2200, 2300 i 2400.
Oficjalne przekazanie przewoźnikowi pierwszych dwóch pojazdów (jednego elektrycznego o numerze 1401 i jednego spalinowego o numerze 2404) miało miejsce 13 grudnia 2012 w Tallinnie.
Na przełomie grudnia 2012 i stycznia 2013 testowano dwie czterowagonowe jednostki elektryczne i jeden czterowagonowy pojazd spalinowy. 8 stycznia 2013 o 10:12 rozpoczęto jazdy testowe w ruchu pasażerskim na trasie Pääsküla – Tallin – Aegviidu – Kadrina. W styczniu i lutym 2013 odbywały się testy trzech jednostek elektrycznych i jednej spalinowej. Najważniejszy test przeprowadzono na początku lutego 2013, podczas którego sprawdzono kompatybilność elektromagnetyczną składów 1402 i 1403. W marcu 2013 jednostka 1401 została poddana próbie obciążeniowej, a próbę układu hamulców przeszły pomyślnie składy 1401 i 2404. W kwietniu 2013 wykonano 36 próbnych przejazdów, z których 19 odbyło się z prędkością 160 lub 176 km/h, natomiast w maju 2013 podczas 10 z 35 przeprowadzonych przejazdów testowych osiągnięto prędkości powyżej 120 km/h. Pod koniec maja 2013 pojazdy zostały dopuszczone do obsługi kolejowych połączeń krajowych.
W dniach 11–14 września 2013 podczas IV Międzynarodowej Kolejowej Wystawy Techniki i Technologii EXPO 1520 w podmoskiewskiej Szczerbince na terenie Eksperymentalnej Trasy Kolejowej Stadler zaprezentował spalinową trójwagonową wersję zespołu FLIRT wyprodukowaną dla Estonii. Przewóz pociągu z fabryki w Siedlcach na wystawę w Rosji zorganizowało Przedsiębiorstwo Spedycyjne Trade Trans należące do grupy PKP Cargo Logistics. Przedsiębiorstwo to jest również odpowiedzialne za transport nowych składów do Tallinna. Części pociągów są przewożone na specjalistycznych naczepach samochodowych do Małaszewicz, gdzie następnie są składane w całe zestawy i dalej podróżują na własnych kołach do stolicy Estonii ciągnięte przez lokomotywy kolei wschodnich.
Dostawy zakończono pod koniec czerwca 2014.

### Finlandia

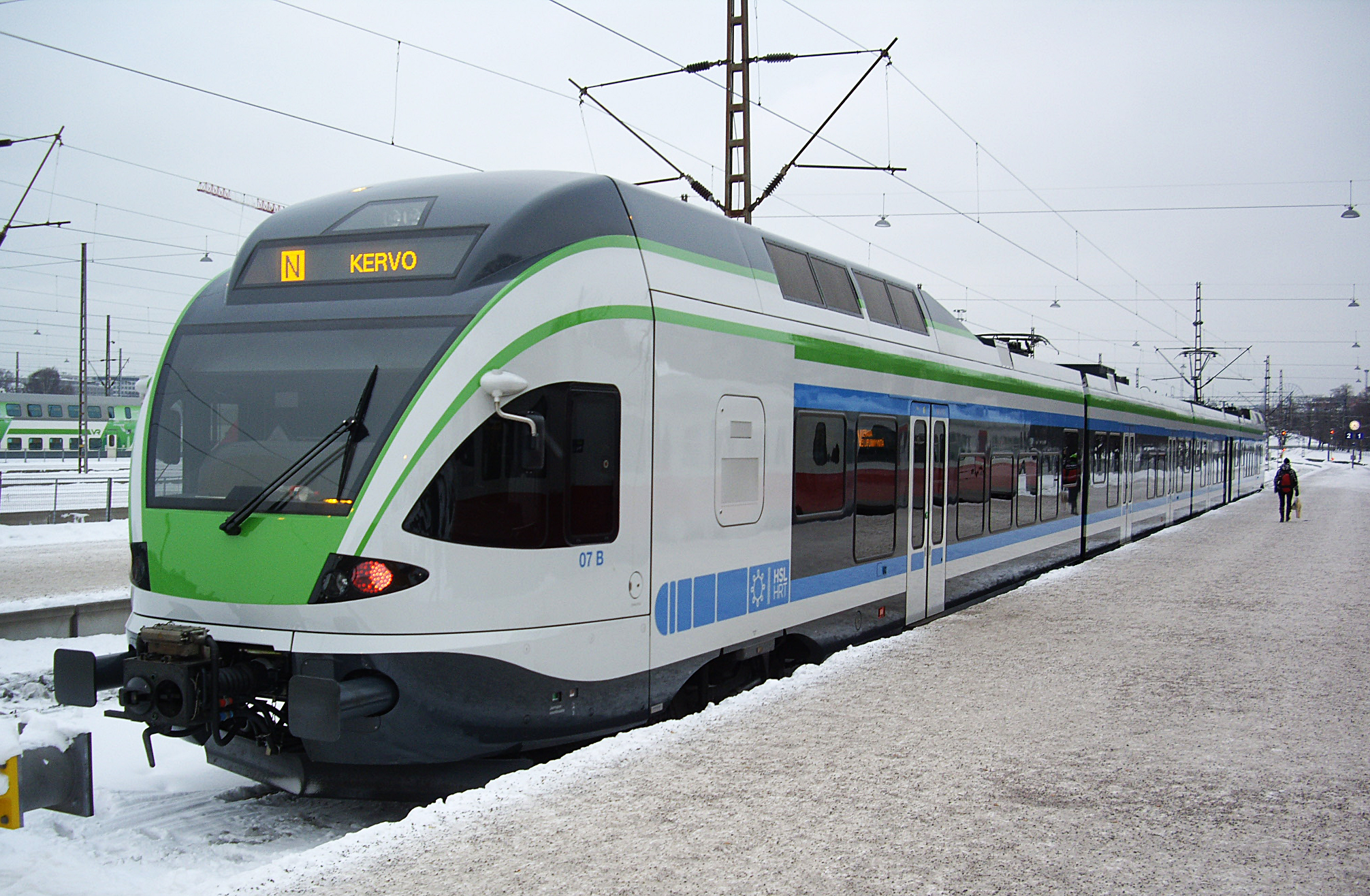
Fińska seria Sm5

Jesienią 2005 przewoźnik Junakalusto Oy, będący własnością fińskiego przewoźnika krajowego VR, ogłosił przetarg na dostawę taboru kolejowego do obsługi połączeń w okolicy miast Helsinki, Espoo, Vantaa i Kauniainen. Do 11 stycznia 2006 napłynęło siedem ofert od pięciu europejskich producentów taboru. Zwycięzcą przetargu ogłoszono przedsiębiorstwo Stadler, z którym 31 października 2006 podpisano umowę na dostarczenie 32 czterowagonowych pojazdów z rodziny FLIRT. Składy produkowane w zakładzie w Bussnang dostosowano do surowych warunków klimatycznych, fińskiej skrajni i szerokiego rozstawu szyn. Oznaczono je serią Sm5 i docelowo mają zastąpić przestarzałą serię Sm1.
7 października 2008 dostarczono pierwszy pociąg, który 17 listopada 2008 zaprezentowano w Helsinkach. W styczniu 2009 przewoźnikowi została przekazana druga jednostka. 18 listopada 2009 po niespełna rocznych testach planową eksploatację rozpoczął pierwszy skład. Obsługiwał on w dni powszednie linie łączące Helsinki z Leppävaara i Vantaankoski. 13 grudnia 2009 dołączyła do niego druga jednostka i dwoma pociągami rozpoczęto kursy również w weekendy i na innych trasach.
12 grudnia 2011 przewoźnik skorzystał z przewidzianej w umowie możliwości zakupu kolejnych pojazdów i zamówił dodatkowych 9 FLIRT-ów, natomiast we wrześniu 2014 operator zamówił kolejne 34 składy.

### Holandia

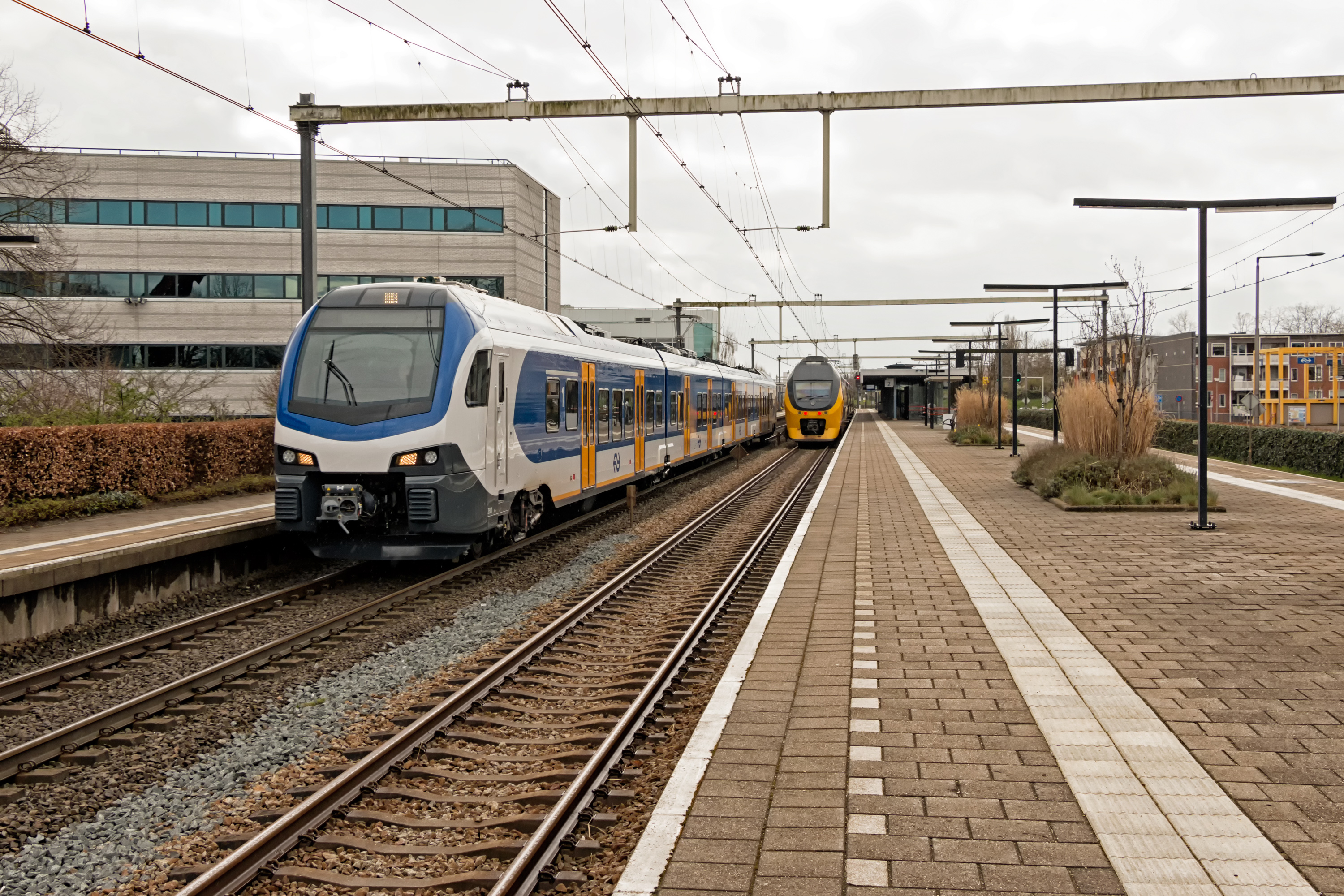
Czteroczłonowy FLIRT dla NS

Na początku grudnia 2014 roku Koleje Holenderskie poinformowały, że zamierzają zakupić w trybie bezprzetargowym około 60 EZT. Powodem decyzji o trybie bezprzetargowym była chęć maksymalnego przyśpieszenia dostaw. Decyzję o trybie bezprzetargowym zamierzali zaskarżyć Alstom i Bombardier, jednak ostatecznie do tego nie doszło. 28 kwietnia 2015 przewoźnik podpisał umowę na dostawę 33 składów 3-członowych i 25 składów 4-członowych. Pojazdy mają zostać wyprodukowane w zakładzie w Siedlcach, z wykorzystaniem pudeł które produkowane są w węgierskim zakładzie Stadlera. Dostawy mają potrwać do końca 2016 roku.
W drugiej połowie 2015 roku w Siedlcach rozpoczęto produkcję pierwszych egzemplarzy, a na początku lutego gotowe były jeden flirt 3-członowy i jeden 4-członowy. W połowie marca gotowy był kolejny pojazd 4-członowy oraz wszystkie 3 gotowe pojazdy były już po procesie uruchomienia statycznego. We wrześniu 2016 na targach InnoTrans w Berlinie zaprezentowano jednostkę 4-członową. W kwietniu dostarczonych było 55 z 58 zamówionych składów.
W I kwartale 2016 roku Stadler otrzymał kontrakt na dostawę 16 jednostek FLIRT³ dla operatorów Syntus BV i Keolis. Jednostki zostały zamówione do obsługi tras Zwolle – Kampen i Zwolle – Enschede. Rozpoczęcie dostaw zaplanowano na czerwiec 2017. 18 lipca 2017 podpisano umowę na utrzymanie wszystkich pojazdów przez 15 lat począwszy od grudnia 2017.

### Niemcy

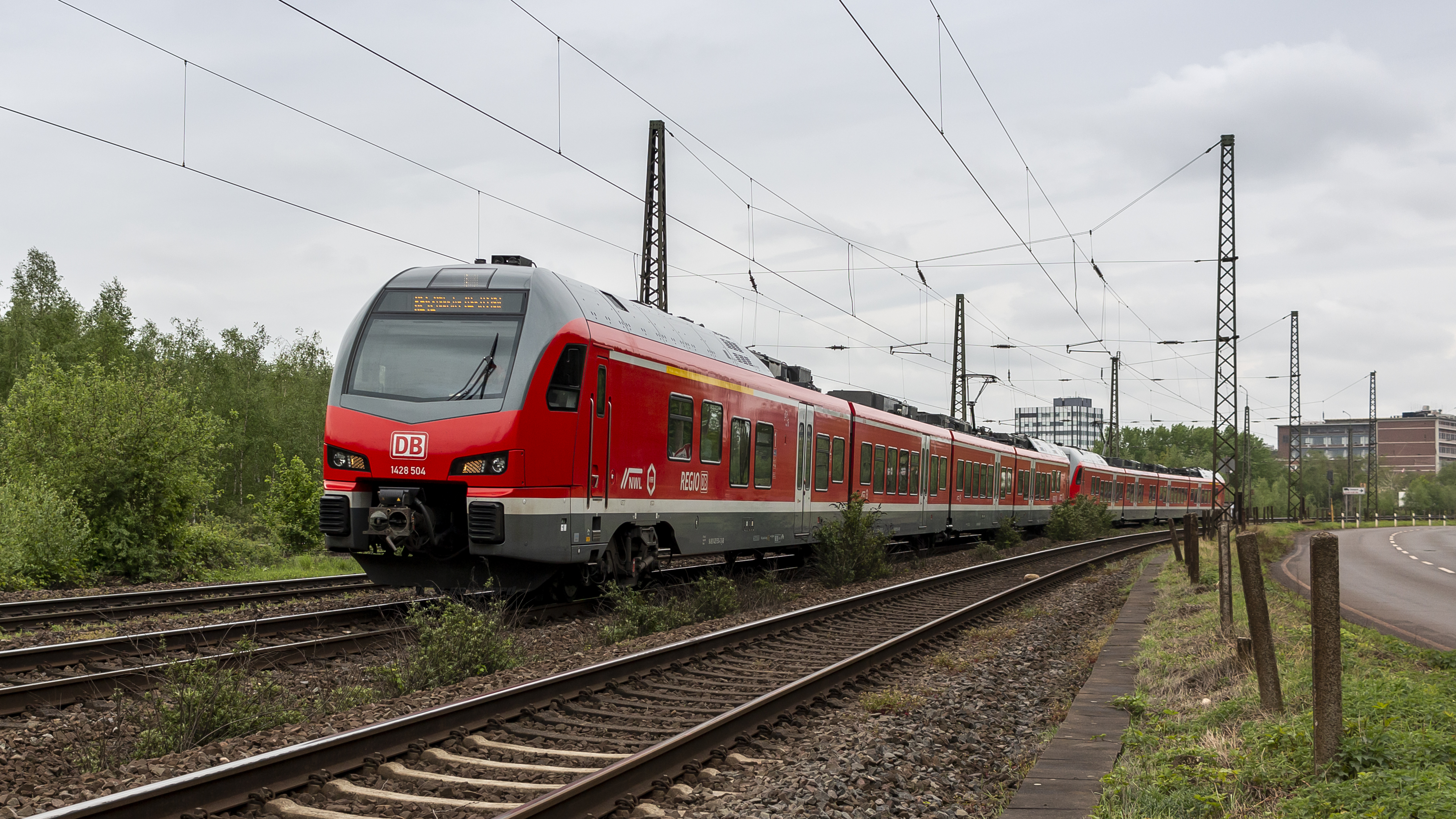
FLIRT³ dla DB Regio

W pierwszej połowie 2015 roku w Niemczech przez 16 przewoźników eksploatowanych było łącznie 256 pociągów z platform FLIRT i FLIRT³, a kolejnych 13 zostało zamówionych i miało zostać dostarczonych do 2016.
9 lutego 2016 w miejscowości Bad Aibling doszło do zderzenia 2 jednostek FLIRT³ należących do Bayerische Oberlandbahn, w wyniku czego zginęło 11 osób (w tym 2 maszynistów) oraz ponad 80 osób zostało rannych.
W maju 2016 spółka Go-Ahead Deutschland zamówiła 45 jednostek FLIRT³ do obsługi stuttgarckiej sieci kolejowej, a we wrześniu 2017 11 jednostek do obsługi linii Murrbahn.

### Niemcy / Holandia

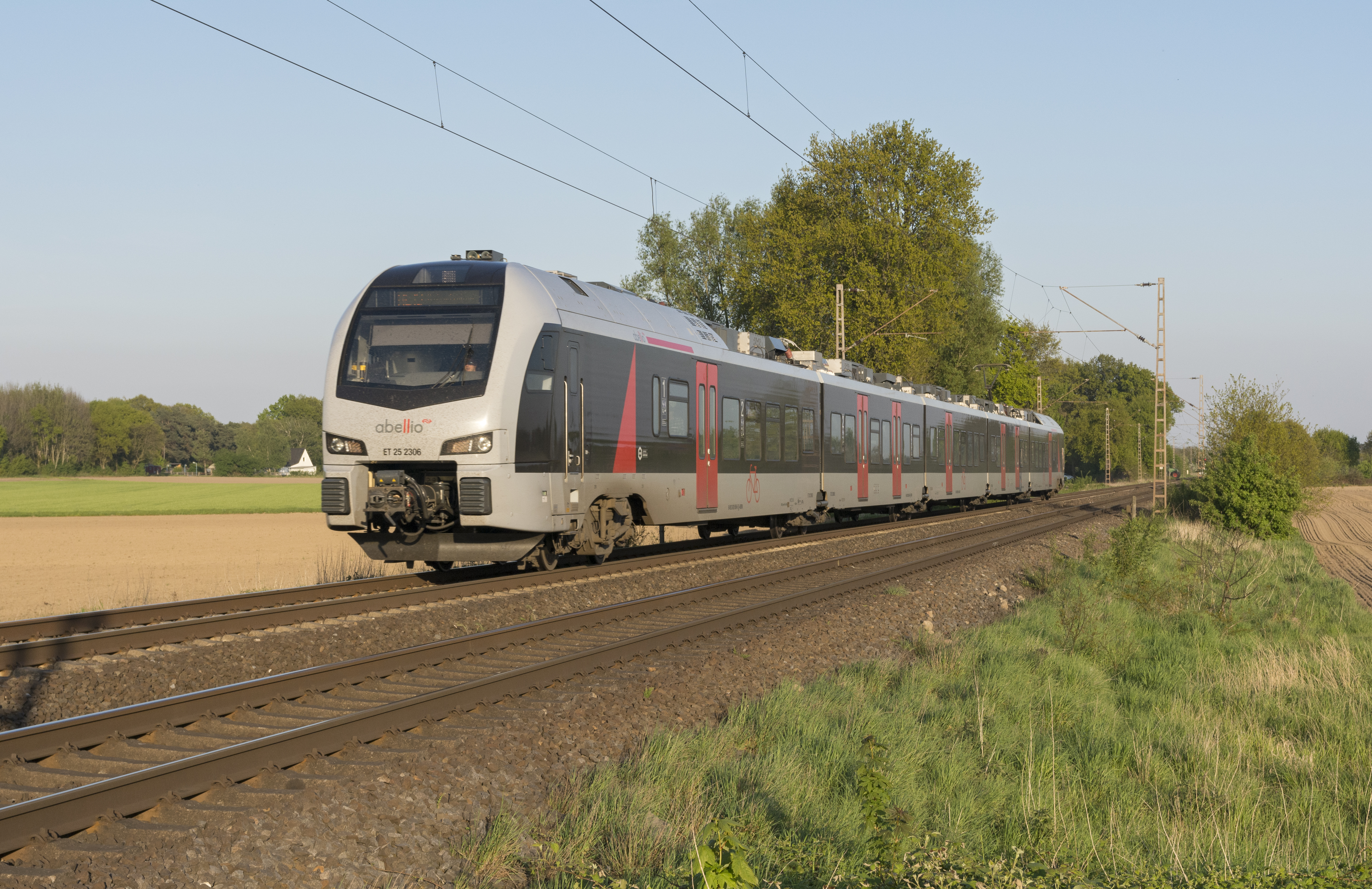
Flirt³ należący do Abellio Rail NRW

13 czerwca 2013 w Berlinie producent Stadler Rail podpisał z przewoźnikiem Abellio Rail umowę na dostawę 20 elektrycznych zespołów trakcyjnych FLIRT³ przeznaczonych do obsługi linii kolejowych nad Dolnym Renem. Wszystkie pojazdy będą pięciowagonowe, przy czym 13 z nich dostosowanych będzie do jednego systemu elektrycznej sieci trakcyjnej, natomiast pozostałych 7 będzie wielosystemowych.
W czerwcu 2016 przekazana została pierwsze jednostka. Eksploatacja pojazdów ma się rozpocząć wraz z wprowadzeniem nowego rozkładu jazdy w grudniu 2016. Składy będą obsługiwać połączenia krajowe w Niemczech na trasach Düsseldorf – Emmerich i Wesel – Mönchengladbach oraz połączenie transgraniczne Emmerich – Arnhem łączące Niemcy z Holandią.

### Norwegia

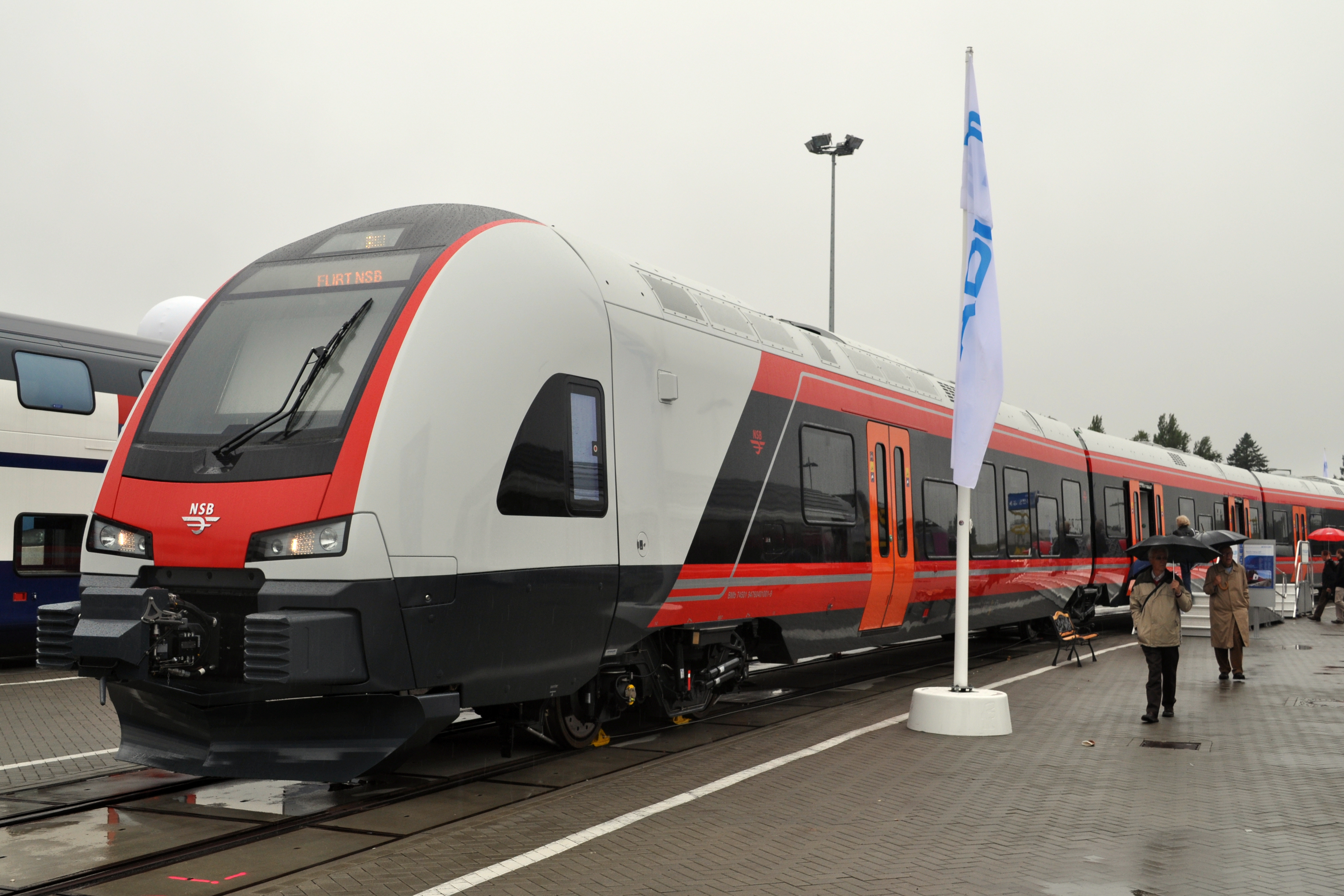
Norweski FLIRT na targach InnoTrans w 2010

19 sierpnia 2008 norweskie koleje państwowe Norges Statsbaner złożyły zamówienie na 50 pięciowagonowych elektrycznych zespołów trakcyjnych FLIRT z możliwością późniejszego dokupienia dodatkowych 100 składów. 26 pojazdów jest w wersji aglomeracyjnej przeznaczonej dla kolei aglomeracyjnej w Oslo, a 24 to składy regionalne do obsługi połączeń średniej długości w południowej części kraju.
23 września 2010 na targach InnoTrans w Berlinie przedsiębiorstwo Stadler Rail po raz pierwszy zaprezentowało pojazd z rodziny FLIRT. Była to norweska wersja regionalna.
W lutym 2013 przewoźnik skorzystał z możliwości zakupu dodatkowych składów jaką dawała mu umowa z 2008 i zamówił w trybie bezprzetargowym kolejnych 16 pociągów FLIRT. Są one tożsame z pojazdami z pierwszego zamówienia i zostały dostarczone na przełomie 2014 i 2015.
W marcu 2017 rozpoczęto dostawy kolejnych partii pojazdów 5-członowych, których zamówiono 26. W czerwcu przewoźnik eksploatował 71 pojazdów z łącznie zamówionych 107.

### Polska
W listopadzie 2004 ogłoszono, że województwo mazowieckie wspólnie z województwem śląskim organizuje przetarg na dostawę 14 elektrycznych zespołów trakcyjnych do obsługi ruchu regionalnego. W grudniu 2004 producenci taboru Pojazdy Szynowe Pesa Bydgoszcz i Siemens Mobility złożyli protest przeciwko warunkom przetargu, które ich zdaniem faworyzowały przedsiębiorstwo Stadler Rail. Urząd Zamówień Publicznych zgodził się z zastrzeżeniami oraz nakazał zmianę warunków zamówienia. W maju 2005 po zmianie zapisu dotyczącego lokalizacji produkcji na Mazowszu bądź Śląsku protest ponownie złożyła Pesa w związku z wymogiem aby przystępujący do przetargu mieli duże doświadczenie w produkcji EZT. UZP uznało zarzuty bydgoskiego producenta za podstawne, jednak odrzucił je sąd, który wymóg doświadczenia uznał za jak najbardziej dopuszczalny. W listopadzie 2005 zarząd województwa mazowieckiego unieważnił postępowanie, gdyż ani Bombardier Transportation, ani Stadler nie spełnili warunków przetargu. Władze województwa zwróciły się do UZP z wnioskiem o zgodę na zakup w trybie negocjacji władz województwa z dwoma powyższymi oferentami, na co UZP zezwolił. 3 kwietnia 2006 otwarto oferty i sprecyzowano warunki ich oceny. 14 kwietnia 2006 komisja przetargowa ogłosiła, że przetarg wygrało przedsiębiorstwo Bombardier, proponujące zespoły Talent. Po werdykcie Stadler złożył do komisji przetargowej protest, który odrzucono, w związku z czym 28 kwietnia 2006 złożone zostało przez to przedsiębiorstwo odwołanie do UZP. 17 maja 2006 arbitrzy uwzględnili odwołanie Stadlera i nakazali zbadać oferty ponownie. 25 maja 2006 zarząd województwa mazowieckiego ze względu na uchybienia formalne unieważnił wybór z 14 kwietnia 2006 i wykluczył Bombardiera z postępowania przetargowego, co oznaczało automatyczną wygraną przedsiębiorstwa Stadler i wybór oferowanych przez nie pociągów FLIRT. 6 czerwca 2006 oficjalnie zatwierdzono wniosek komisji przetargowej o wyborze oferty Stadlera, w związku z czym protest do UZP złożył Bombardier. 20 i 23 czerwca 2006 miały miejsce posiedzenia zespołu arbitrów UZP, którzy rozpatrzyli odwołanie Bombardiera negatywnie.
Ostatecznie umowę z samorządem województwa mazowieckiego podpisano 28 czerwca 2006, a z samorządem województwa śląskiego 27 lipca 2006. Opiewały one odpowiednio na 10 i 4 sztuki czteroczłonowych jednostek.
5 września 2007 nastąpiło otwarcie montowni w Siedlcach wybudowanej specjalnie na potrzeby tego zamówienia

#### Koleje Mazowieckie

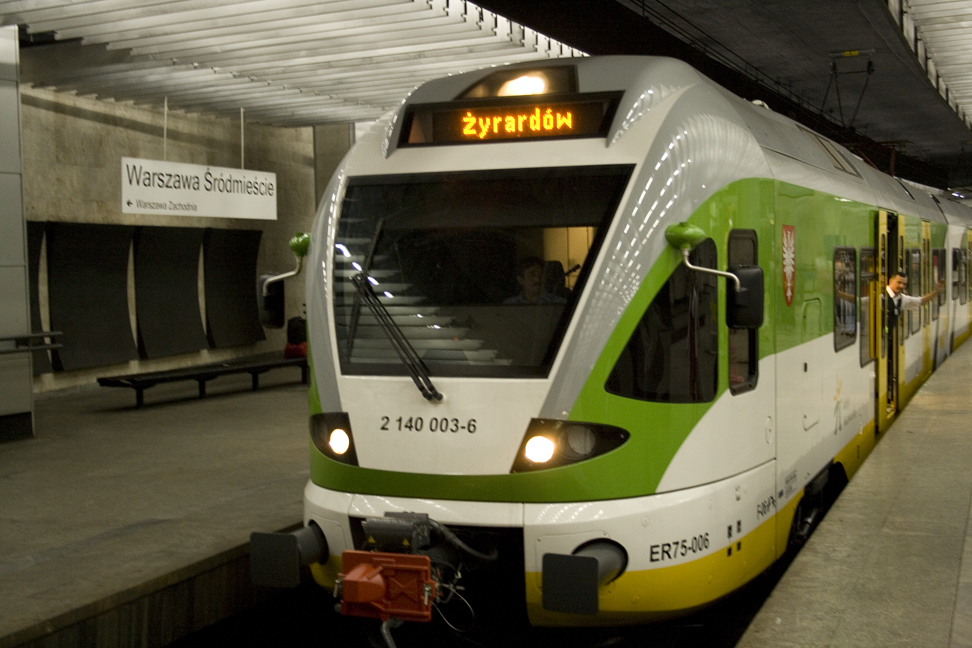
FLIRT Kolei Mazowieckich

W 2008 Instytut Pojazdów Szynowych „Tabor” w obecności specjalistów przedsiębiorstwa Stadler Rail przeprowadził kilkumiesięczne testy pierwszych dwóch pojazdów, w czasie których wykonano liczne próby eksploatacyjne. 28 maja 2008 producent otrzymał od Urzędu Transportu Kolejowego świadectwo dopuszczenia pojazdów szynowych FLIRT do eksploatacji na terenie Polski.
31 maja 2008 na dworcu Warszawa Wschodnia odbyło się oficjalne przekazanie Kolejom Mazowieckim pierwszych dwóch z dziesięciu zamówionych pociągów. W pierwszych dniach czerwca 2008 składy te skierowano na tournée po większości głównych linii Mazowsza oraz zaprezentowano w Radomiu, Płocku i Siedlcach. Pozostałe pojazdy dostarczono do końca 2008, a następnie wszystkie jednostki skierowano do obsługi linii KM2 na trasie Warszawa Zachodnia – Łuków.
Wersja dla Kolei Mazowieckich FLIRT otrzymała oznaczenie ER75, które jest błędne, gdyż według oznaczeń PKP drugą literą przy oznaczaniu elektrycznych zespołów trakcyjnych mogą być wyłącznie litery N, W lub D. Litera R oznacza roboczy i występuje wyłącznie przy spalinowych wagonach i zespołach trakcyjnych.

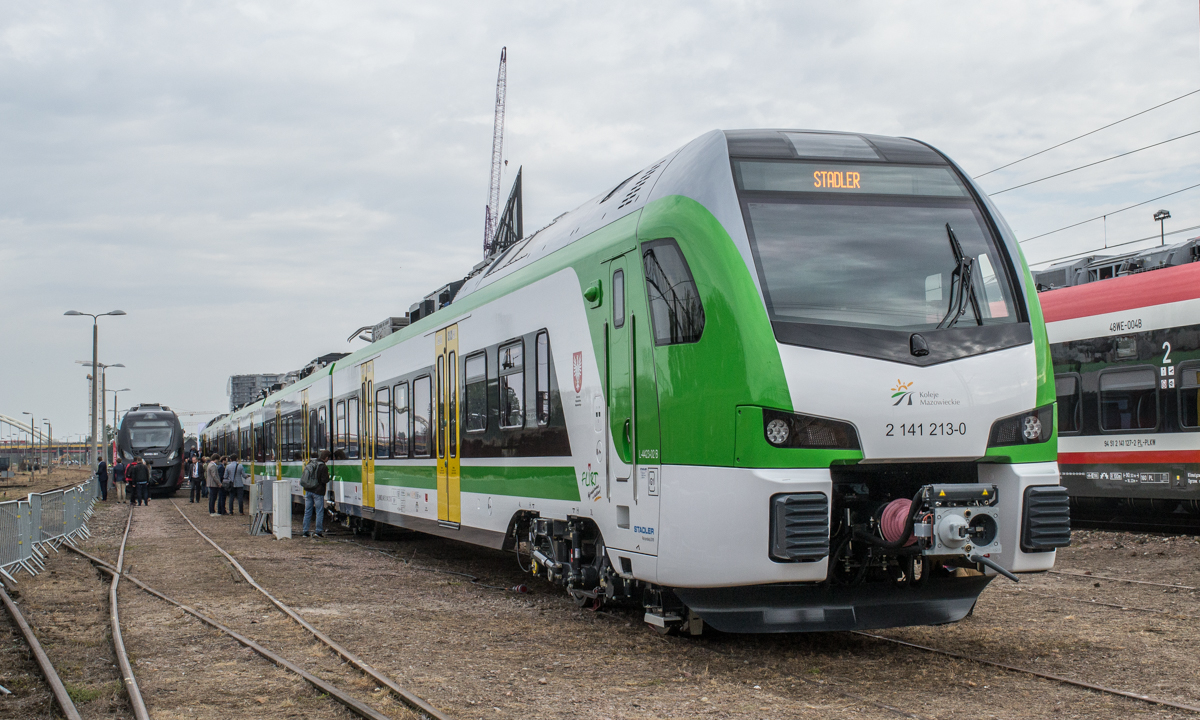
Flirt 3 dla Kolei Mazowieckich na targach Trako 2019

17 stycznia 2018 Koleje Mazowieckie podpisały ze Stadlerem umowę ramową na dostawę 71 EZT FLIRT i symulatora. 7 maja podpisano pierwszą umowę wykonawczą na pierwsze 6 jednostek, a pod koniec września Stadler rozpoczął realizację zamówienia. 29 listopada Stadler podpisał z konsorcjum firm TK Telekom i Sim Factor zaprojektowanie, wykonanie i instalację symulatora dla Kolei Mazowieckich. 28 marca 2019 przewoźnik podpisał drugą umowę wykonawczą dotyczącą kolejnych 12 jednostek.

#### Śląski Zakład Przewozów Regionalnych / Koleje Śląskie

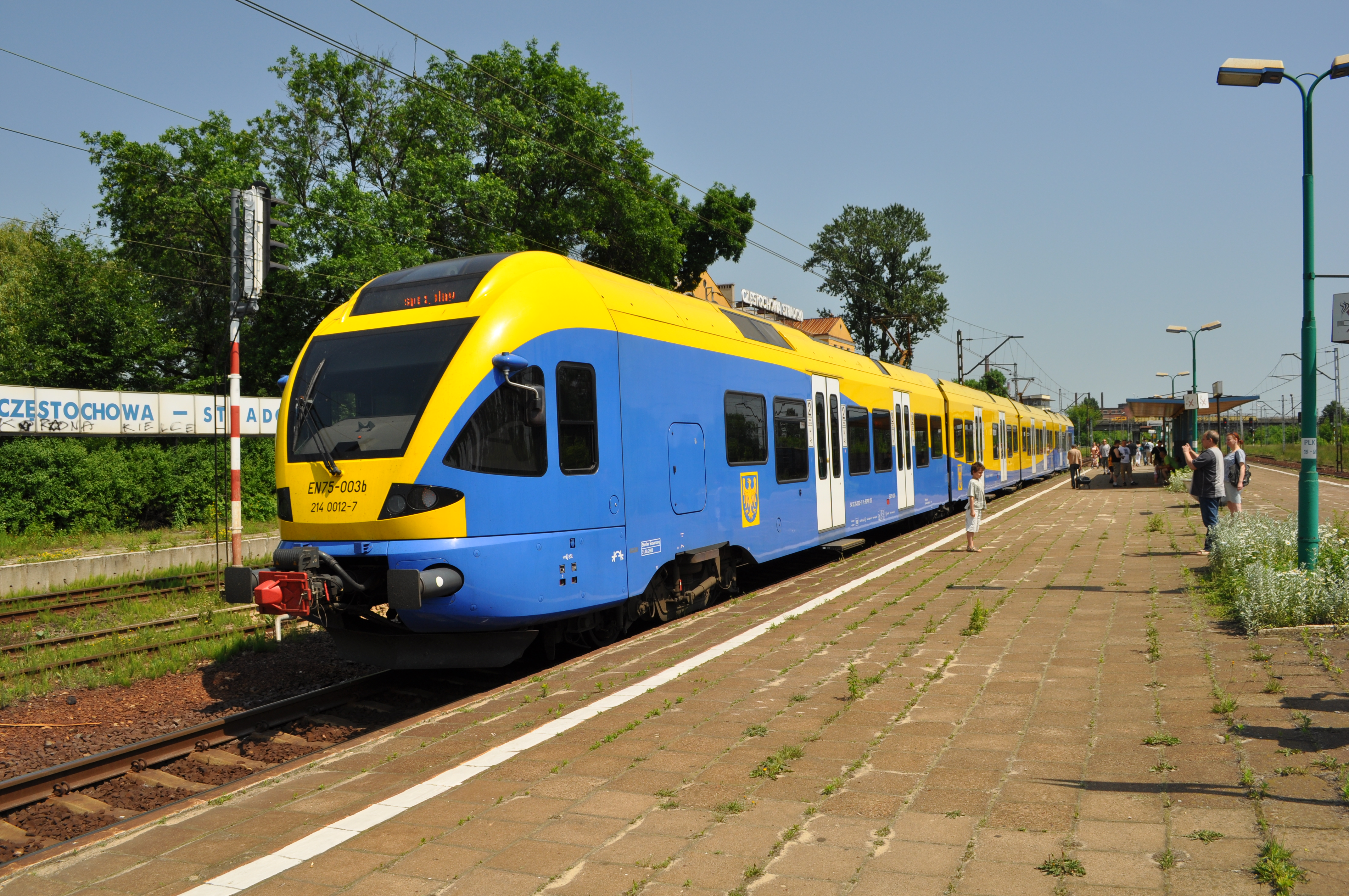
FLIRT w barwach województwa śląskiego

Pierwsze dwa FLIRT-y uroczyście przekazano na dworcu w Katowicach 1 października 2008. Początkowo kursowały ona na różnych trasach w województwie śląskim celem prezentacji jak najszerszemu gronu pasażerów. Od 14 grudnia wszystkie 4 składy kursowały w ramach świeżo uruchomionej Szybkiej Kolei Regionalnej między Tychami i Katowicami, obsługiwanej przez Przewozy Regionalne. Od 13 grudnia 2009 także częściowo obsługiwały trasę Częstochowa – Katowice. 12 grudnia 2010 SKR została przedłużona do Sosnowca. Na początku 2011 roku zarząd województwa podjął decyzję o skierowaniu wszystkich FLIRT-ów na trasę Gliwice – Częstochowa.
Na trasie SKR w okolicach ul. Niezapominajek w Katowicach 18 sierpnia 2010 EN75-003 częściowo wypadł z torów i przechylił się na nasypie, w wyniku czego pięć osób zostało rannych i skład został poważnie uszkodzony. 20 sierpnia 2012 naprawiony skład powrócił do Katowic.
1 października 2011 przekazano 3 pojazdy FLIRT Kolejom Śląskim, które skierowały je do obsługi linii S1 na trasie Częstochowa – Gliwice. Po zakończeniu naprawy czwarty skład EN75-003 również dołączył do taboru Kolei Śląskich.
W lipcu 2016 podczas Światowych Dni Młodzieży EN75 w trakcji potrójnej zostały wykorzystane do transportu pielgrzymów na trasie Katowice – Podłęże.

#### Łódzka Kolej Aglomeracyjna

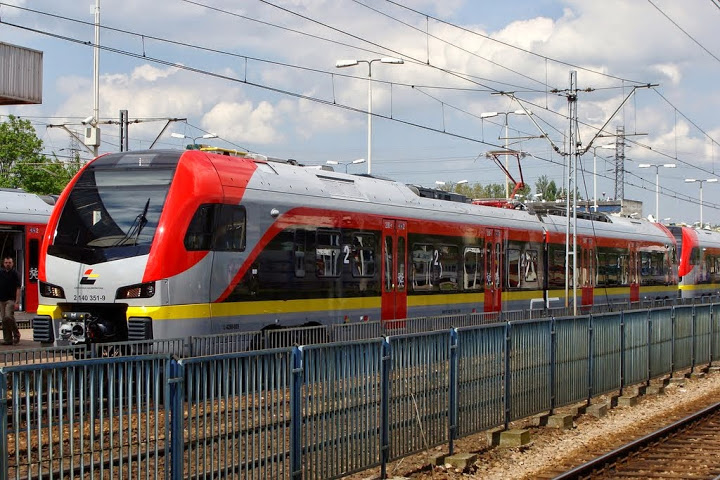
FLIRT³ dla ŁKA podczas prezentacji

13 grudnia 2012 przedsiębiorstwo Stadler Polska podpisało z ŁKA umowę na dostawę 20 EZT z rodziny FLIRT³.
We wrześniu 2013 w siedleckiej fabryce Stadlera były gotowe pierwsze pudła wagonów, które pomalowano w barwy przewoźnika. Rozpoczęto także montaż końcowy pierwszego pociągu obejmujący instalację dachu, wyposażenia zewnętrznego i podzespołów elektrycznych. Pod koniec stycznia 2014 zakończył się montaż pierwszego składu, a w połowie lutego został on przetransportowany na tor doświadczalny koło Żmigrodu celem wykonania testów.
29 kwietnia 2014 w Łodzi znajdowało się pierwszych 6 składów. Następnego dnia pociągi zaprezentowano na dworcu Łódź Kaliska.
15 czerwca ŁKA rozpoczęła działalność przewozową, trasą na której przewoźnik zainaugurował działalność była linia Łódź – Sieradz.
Pod koniec października dostarczono kolejnych 10 jednostek, a 4 ostatnie składy zostały odebrane 28 lutego 2015.
20 listopada 2015 pojazdy otrzymały od UTK zezwolenie na dopuszczenie do eksploatacji pojazdu kolejowego zgodnego z Technicznymi Specyfikacjami Interoperacyjności. Flirt dla ŁKA jest pierwszym polskim pojazdem, który takie dopuszczenie otrzymał.
5 marca 2016 jeden z Flirtów uczestniczył w promocyjnym przejeździe na trasie Łódź Widzew – Warszawa Centralna, a 13 marca przewoźnik rozpoczął na tej trasie regularne kursy w weekendy.
W lipcu 2016 podczas Światowych Dni Młodzieży część jednostek skierowano do obsługi dodatkowych połączeń pomiędzy województwem łódzkim a Częstochową i Krakowem.

#### PKP Intercity

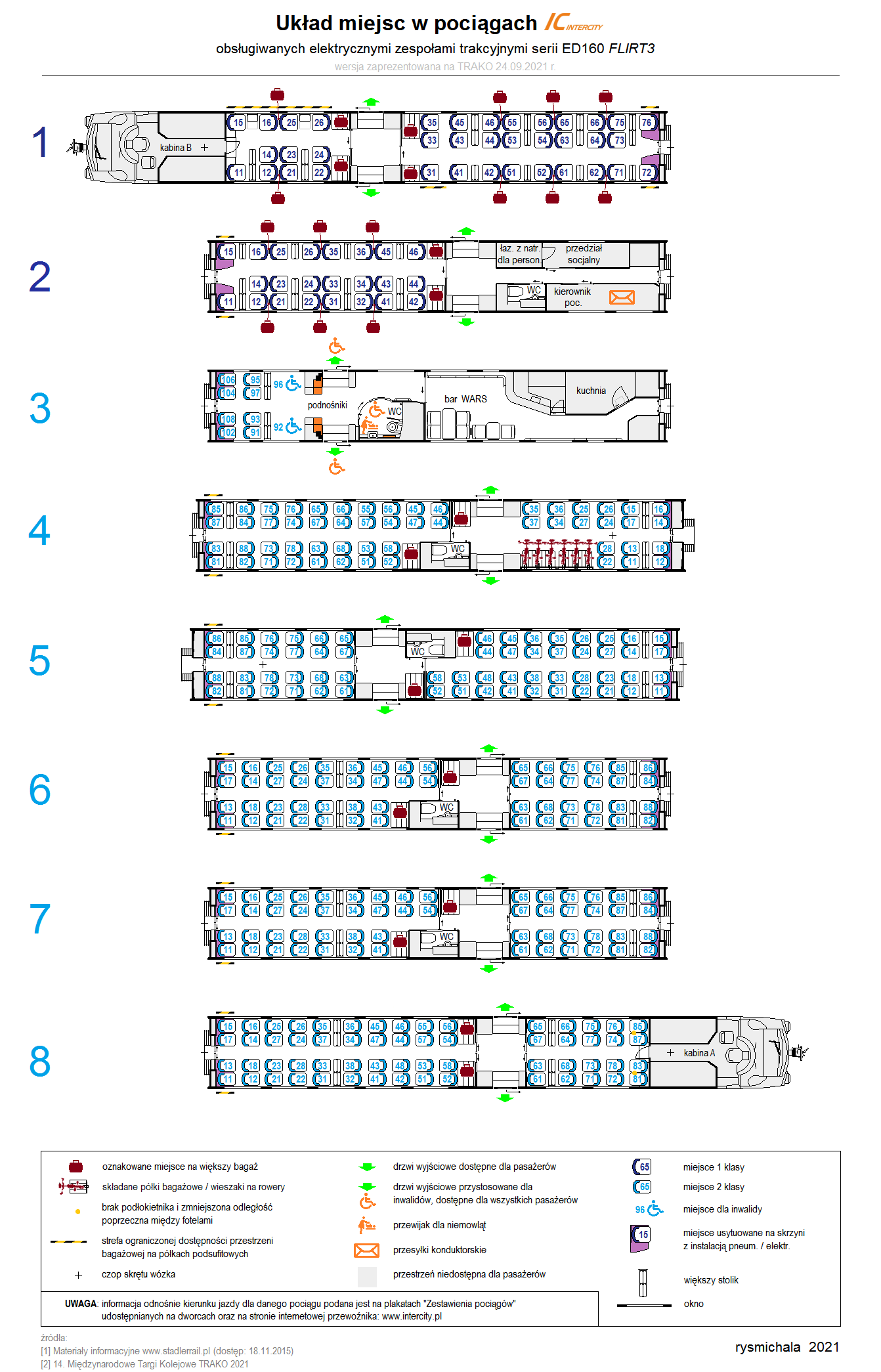
Układ miejsc w pociągu

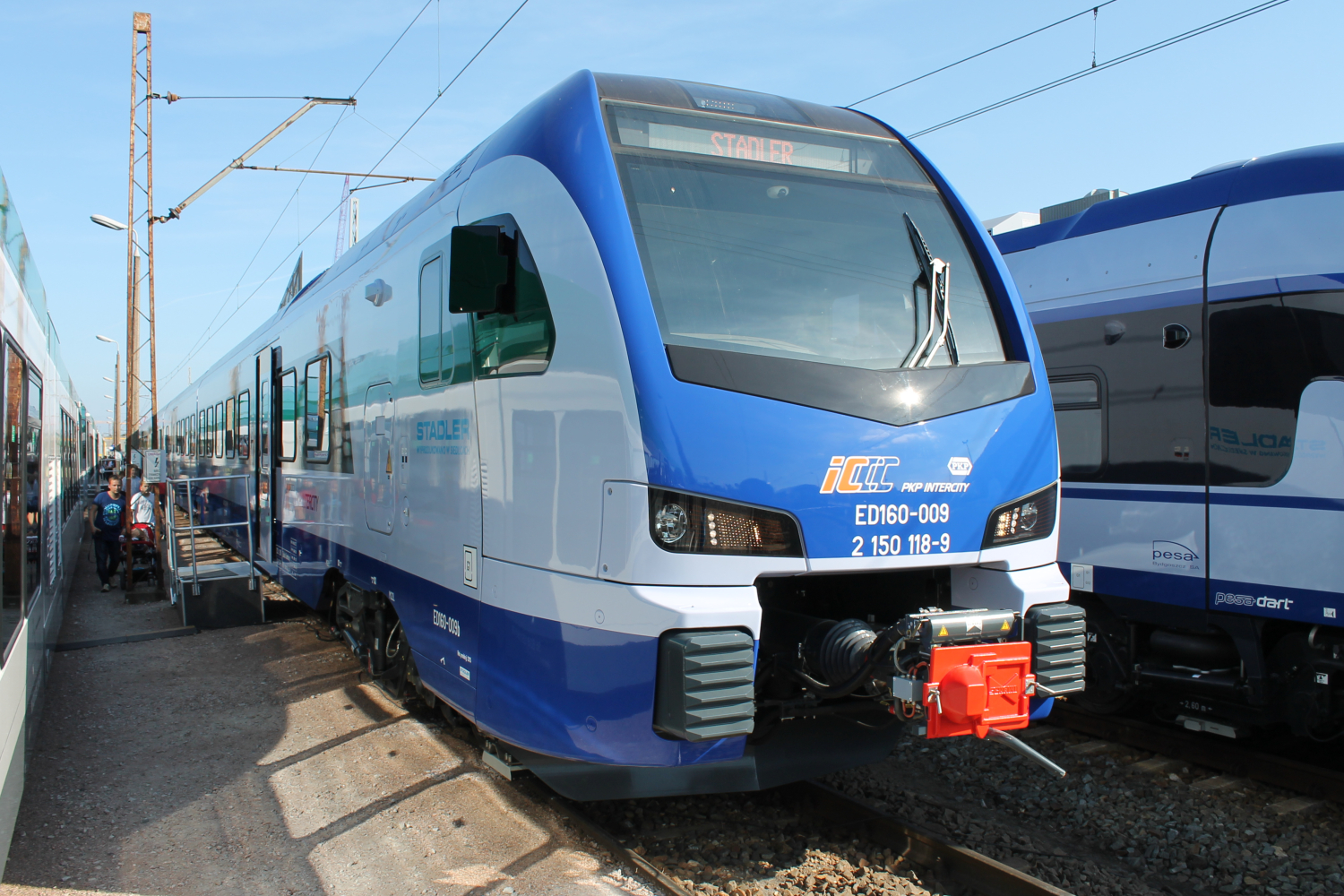
FLIRT³ dla PKP Intercity na targach Trako 2015

Trasy pociągów

18 listopada 2013 przewoźnik podpisał umowę z konsorcjum przedsiębiorstw Stadler i Newag na dostawę 20 sztuk 8-członowych EZT z rodziny FLIRT³. Pierwotnie planowano, że montaż pociągów zostanie podzielony pomiędzy oba zakłady (w Nowym Sączu miały powstać środkowe człony wszystkich jednostek, poza pierwszą), jednakże ostatecznie ustalono, że cały montaż, ze względu na napięty harmonogram dostaw, odbędzie się w Siedlcach. Pudła pociągów powstały natomiast w węgierskim zakładzie Stadlera w Szolnok.
Pod koniec października 2014 w siedleckim zakładzie Stadlera rozpoczęto montaż wagonów sterowniczych pierwszego pojazdu, a w połowie marca 2015 był on już cały gotowy. Po przeprowadzeniu testów statycznych odbył on serię przejazdów testowych pomiędzy stacjami Siedlce a Łuków, a następie od 9 kwietnia do 17 maja trwały jego testy na torze doświadczalnym w Węglewie koło Żmigrodu. W późniejszym czasie testy odbywały się również na Centralnej Magistrali Kolejowej oraz w Austrii. W połowie lipca 2015 gotowych było 11 z 20 zamówionych pojazdów, w sierpniu gotowych było 15 składów, we wrześniu 18, a na koniec października  wszystkie 20. 30 października Urząd Transportu Kolejowego wydał pojazdom zezwolenie na dopuszczenie do eksploatacji. Na początku grudnia jednostki otrzymały certyfikat zgodności z TSI.
8 sierpnia 2015 odbyła się oficjalna prezentacja jednej z jednostek na stacji Katowice, w drugiej połowie września na targach Trako, 10 października na stacji Olsztyn Główny i 11 października na stacji Kielce.
Na koniec października 2015 po technicznych odbiorach końcowych było 10 pojazdów. 5 listopada pierwsza jednostka została ostatecznie przekazana przewoźnikowi, 12 listopada odebrano kolejnych 11 jednostek, a dzień później jeszcze 2. Kolejne 2 jednostki przekazano 20 listopada, a następne 2 składy 27 listopada. 10 grudnia odebrano ostatni z 20 zamówionych pojazdów.
13 grudnia 2015, wraz ze zmianą rozkładu jazdy, na trasy wyjechało 16 składów FLIRT³. Pozostałe 4 jednostki weszły do eksploatacji przed końcem stycznia 2016. Pociągi skierowano do obsługi połączeń z Warszawy do Bydgoszczy przez Toruń, z Krakowa do Olsztyna przez Warszawę i Kielce, z Gdyni do Katowic przez Łódź oraz z Krakowa do Szczecina przez Łódź.
23 grudnia 2015 pojazdy FLIRT³ PKP Intercity uzyskały zezwolenie na dopuszczenie do eksploatacji pojazdu kolejowego zgodnego z TSI.
Na początku stycznia 2016 podczas silnych mrozów w kilku jednostkach wystąpiły problemy z rejestracją parametrów pracy pantografów, co powodowało trudności z ich podniesieniem.
W ciągu pierwszego roku eksploatacji pociągi zrealizowały 13 tys. przejazdów, przewożąc 3,2 mln pasażerów i pokonując 6,5 mln kilometrów. 11 grudnia 2016 wraz z otwarciem nowego dworca Łódź Fabryczna, część Flirtów została skierowana do jego obsługi. W ramach nowego rozkładu jazdy jedno z połączeń Warszawy z Krakowem, zostało skierowane trasą przez Tomaszów Mazowiecki. 10 grudnia 2017 Flirty rozpoczęły kursowanie do Zakopanego oraz na pociągach nocnych.
W drugiej połowie 2018 roku w rejonie stacji Łódź Kaliska rozpoczęła się budowa zaplecza technicznego dla pociągów.
Do grudnia 2018 składy przejechały 20 mln kilometrów i przewiozły 11,2 mln pasażerów.
21 sierpnia 2019 przewoźnik podpisał ze Stadlerem umowę na dostawę kolejnych 12 sztuk 8-członowych Flirtów. Pierwsze jednostki zostały odebrane w czerwcu 2023 roku, a w grudniu spółka poinformowała o odbiorze ostatniego zespołu.

### Serbia

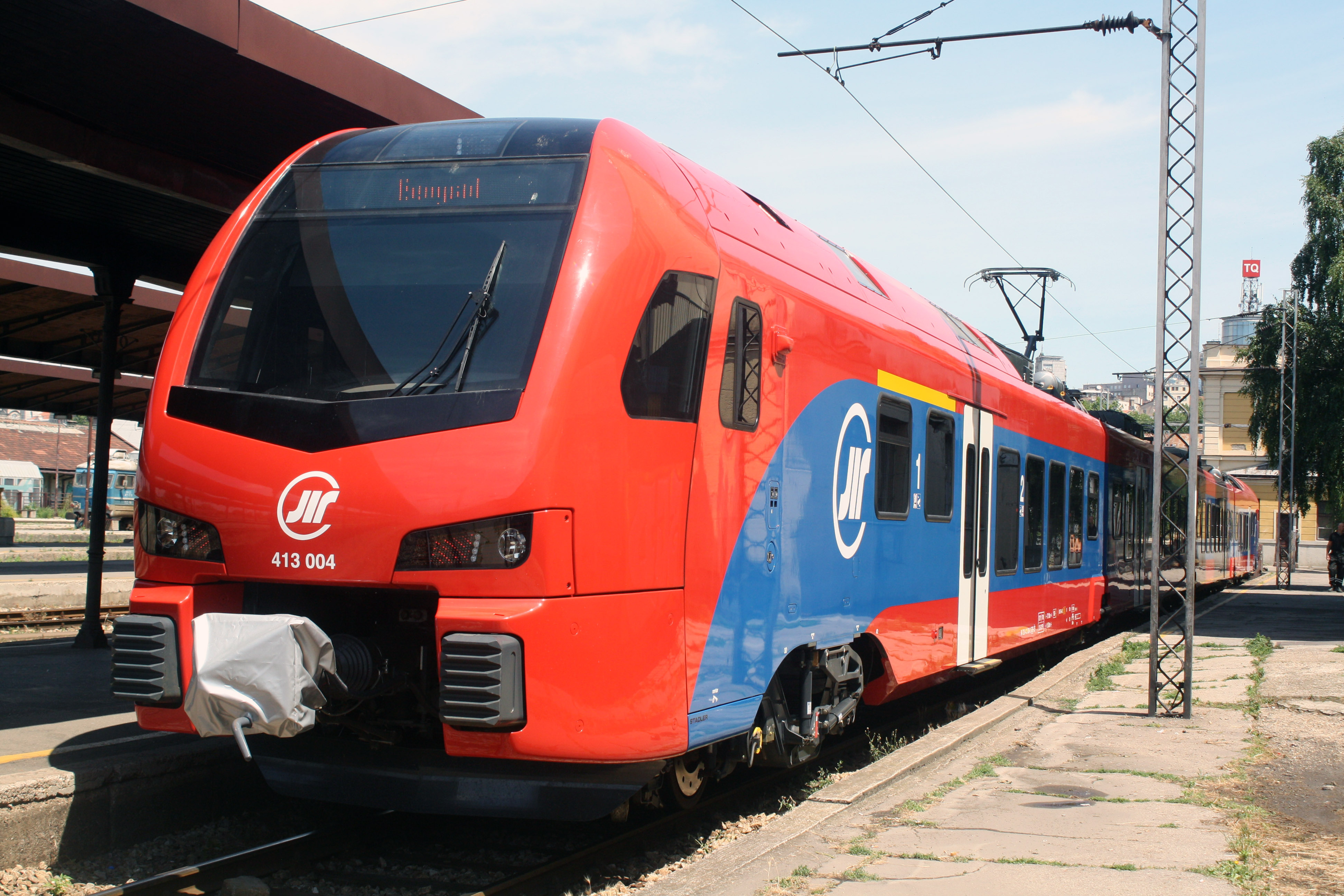
Serbski FLIRT³

4 marca 2013 Koleje Serbskie zamówiły 21 pojazdów elektrycznych FLIRT³. Czterowagonowe składy zasilane napięciem 25 kV AC zostaną skierowane do obsługi połączeń podmiejskich w okolicach Belgradu. Pojazdy mają być dostarczane w dwutygodniowych odstępach od jesieni 2014 do późnego lata 2015.

### Słowenia
W pierwszej połowie 2018 roku państwowy przewoźnik Slovenske železnice podpisał umowę na dostawę 16 Flirtów (11 elektrycznych i 5 spalinowych) i 10 KISSów.

### Stany Zjednoczone
9 czerwca 2015 Fort Worth Transportation Authority zamówił 8 pojazdów elektryczno-spalinowych FLIRT³ do obsługi linii z Fort Worth do portu lotniczego Dallas-Fort Worth. Pojazdy mają zostać dostarczone pomiędzy czerwcem 2017 a marcem 2018 i wejść do służby we wrześniu 2018. Produkcja składów ma częściowo odbywać się w Stanach.
W październiku 2017 podczas targów APTA Expo 2017 zaprezentowana została pierwsza gotowa jednostka. W maju 2018 gotowa była baza utrzymaniowa w Fort Worth. W październiku przekazano pierwszą jednostkę i rozpoczęły się testy. 10 stycznia 2019 uruchomiono linię na lotnisko.

### Szwajcaria

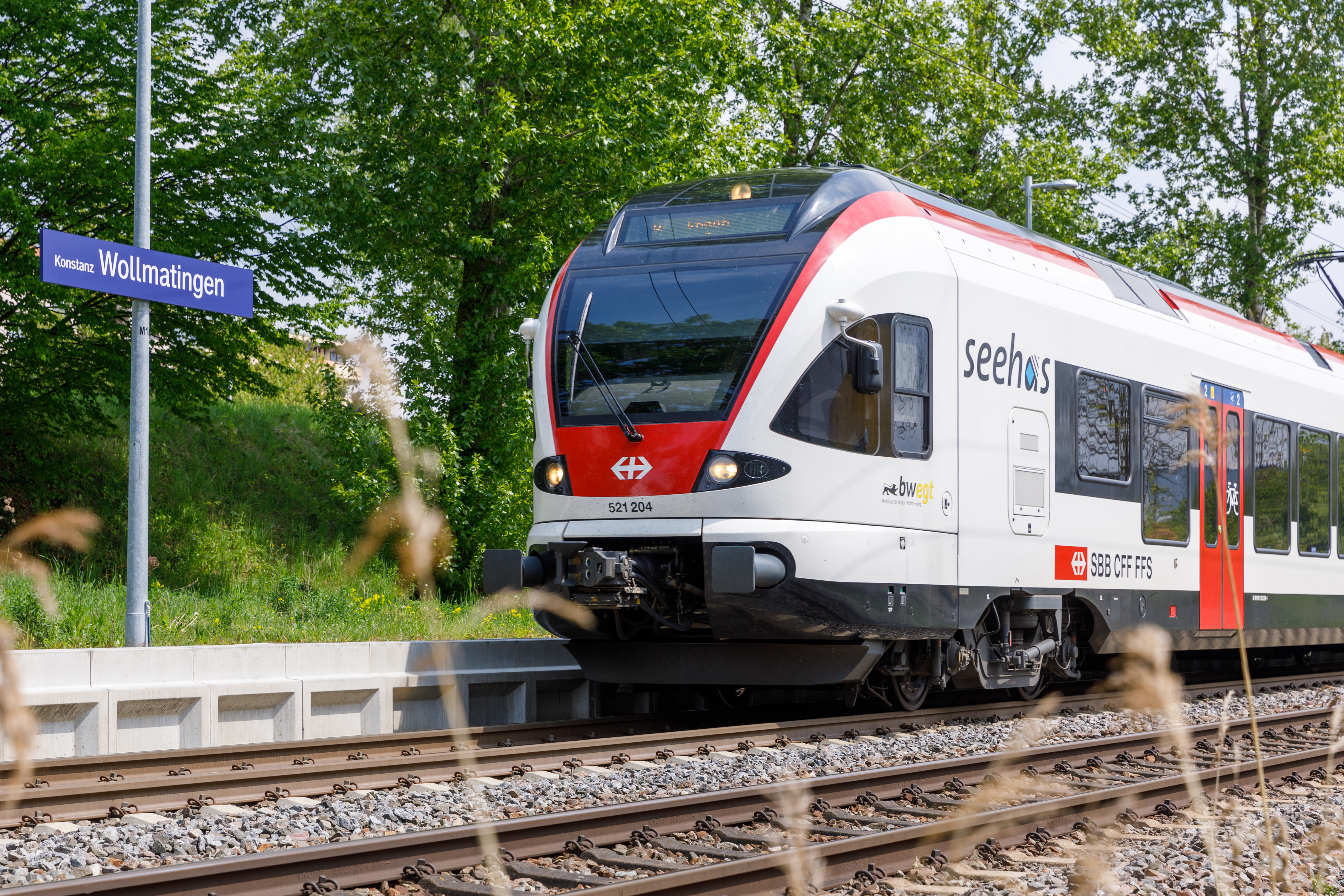
FLIRT SBB

12 grudnia 2004, wraz ze zmianą rozkładu jazdy, do eksploatacji weszło 6 z 12 zamówionych przez SBB czteroczłonowych FLIRT-ów. Obsługiwały one Stadtbahn Zug.
W latach 2005–2006 ten sam przewoźnik rozpoczął eksploatację kolejnych 20 pojazdów na linii Regio S-Bahn Basel.
27 czerwca 2016 szwajcarskie koleje SOB podpisały ze Stadlerem umowę na dostawę 11 Flirtów do obsługi trasy Lucerna – St. Gallen, a pod koniec 2017 roku na kolejnych 11 jednostek do obsługi trasy Bazylea/Zurych – Przełęcz Świętego Gotarda – Locarno/Lugano.
24 marca 2017 SBB podpisało ze Stadlerem umowę na dostawę 14 sztuk 4-członowych flirtów do obsługi kantonu Vaud.
15 stycznia 2018 BLS podpisał ze Stadlerem umowę na dostawę 52 flirtów.

### Szwajcaria / Francja
Koleje SBB zakupiły łącznie 26 pojazdów 4-członowych z rodziny FLIRT do obsługi połączeń Szwajcaria – Francja. W 2010 rozpoczęto eksploatację 12 z nich na trasach Bazylea – Miluza i Genewa – La Plaine – Bellegarde. Od 2011 kolejnych 14 składów wykorzystywanych jest na reaktywowanej linii biegnącej od Belfort do granicy ze Szwajcarią oraz do obsługi ruchu aglomeracyjnego w Genewie.

### Szwajcaria / Niemcy
W październiku 2005 szwajcarskie koleje SBB rozpoczęły eksploatację pojazdów FLIRT na linii Weil am Rhein – Steinen, a w marcu 2006 na linii Zell im Wiesental – Bazylea.

### Szwajcaria / Włochy
Koleje SBB i Ferrovienord zakupiły łącznie 40 pojazdów FLIRT do obsługi połączeń TILO na pograniczu Szwajcarii i Włoch. Na początku 2007 rozpoczęto eksploatację 19 składów 4-członowych na trasie Ticino – Lombardia. W latach 2009–2014 dołączyły do nich kolejne 4 pociągi 4-członowe oraz 17 składów 6-członowych. 4 pociągi 4-członowe są własnością Ferrovienord, a pozostałe SBB.

### Szwecja

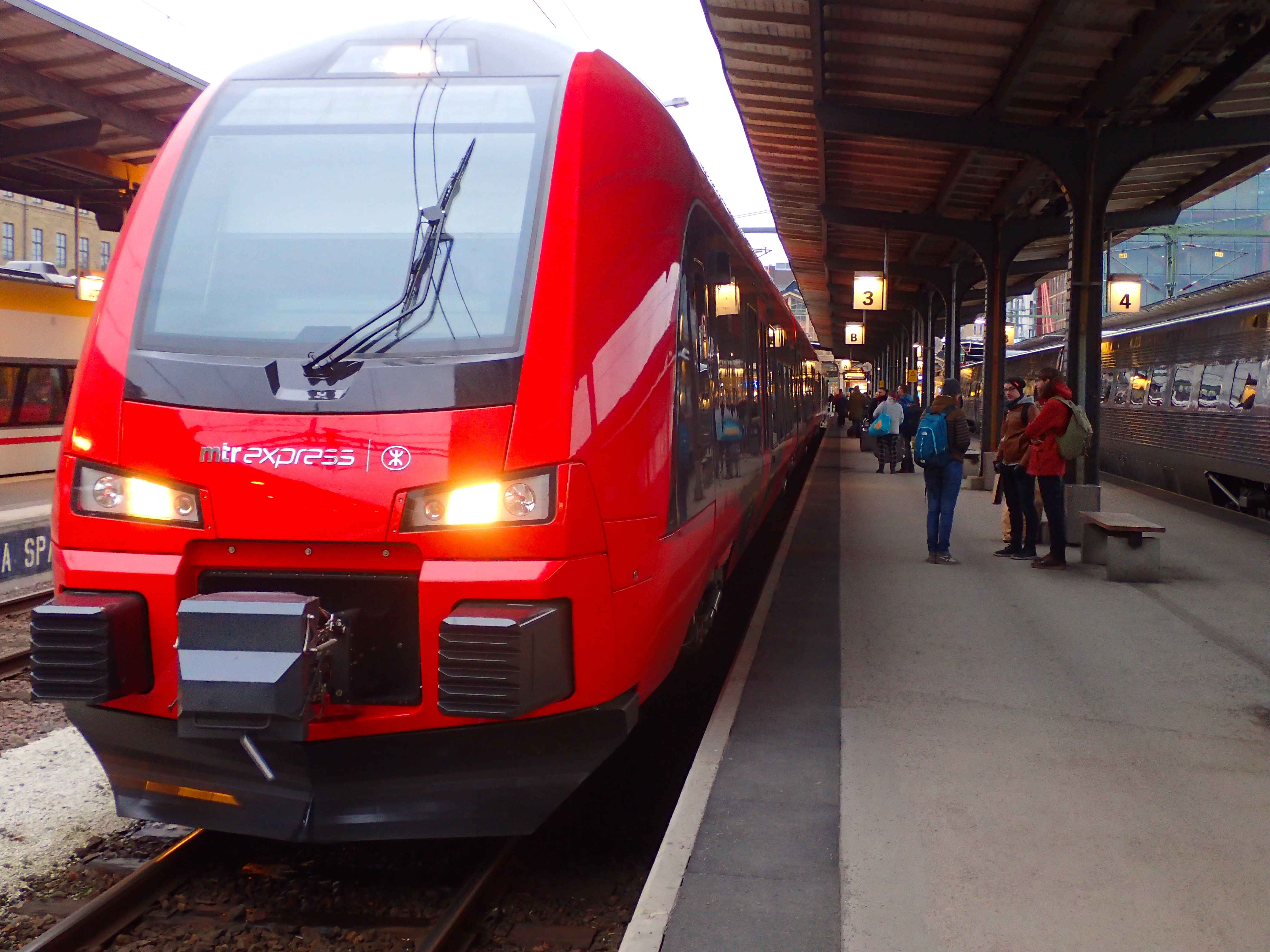
FLIRT eksploatowany w Szwecji

W listopadzie 2013 MTR Express, prywatny przewoźnik z Hongkongu, udzielił zamówienia Stadlerowi na dostawę 6 pojazdów 5-członowych z rodziny FLIRT. Składy zostały zmontowane w Szwajcarii i zakupione do obsługi połączeń dalekobieżnych w Szwecji.
Pod koniec października 2014 został przekazany pierwszy pojazd, a 21 marca 2015 rozpoczął kursowanie z pasażerami. W czasie 2 pierwszych lat eksploatacji wskaźnik dostępności flirtów wynosił nieprzerwanie 100%.

### Węgry

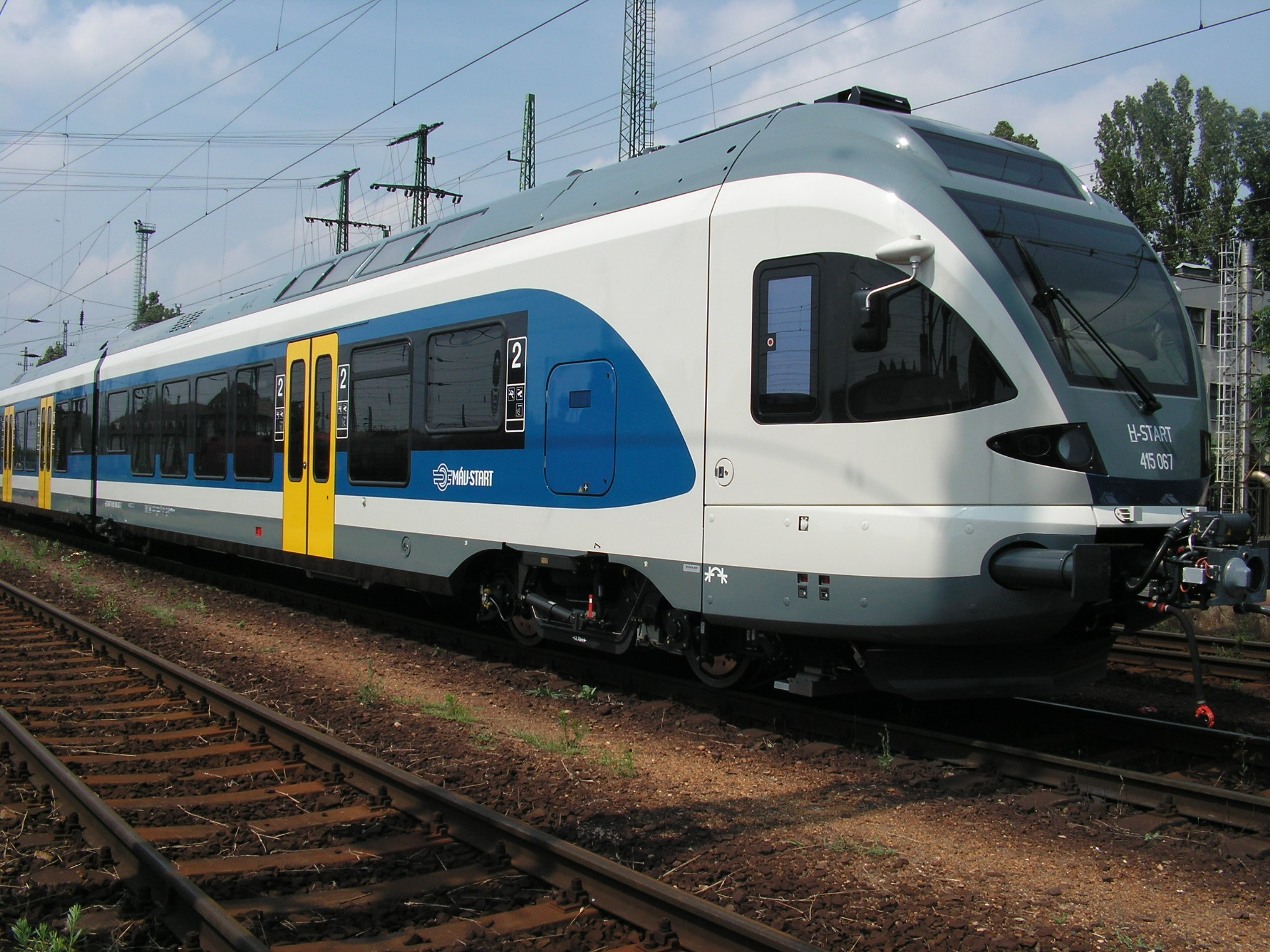
FLIRT należący do MÁV

Latem 2004 węgierski przewoźnik Magyar Államvasutak ogłosił przetarg na dostawę 30 elektrycznych zespołów trakcyjnych dla Budapesztu. 18 marca 2005 zwycięzcą przetargu ogłoszono przedsiębiorstwo Stadler, które zaproponowało Węgrom czterowagonowe pociągi FLIRT. Kontrakt miał możliwość dokupienia kolejnych 30 składów, z której MAV skorzystał w sierpniu 2007.
W listopadzie 2012 MAV wraz z GYSEV ogłosiły kolejny przetarg. 26 lutego 2013 ogłoszono, iż dostawcą 42 składów czterowagonowych dla węgierskiego przewoźnika będzie Stadler. Pierwsze 2 jednostki zostały dostarczone w lutym 2014.
15 lipca 2015 MAV zakupił kolejnych 21 pojazdów FLIRT. Termin dostawy pierwszych 6 z nich ustalono na październik 2015, a pozostałych 15 na koniec 2016 roku. W lutym 2016 gotowy był pierwszy egzemplarz z drugiej partii, a w kwietniu 3. W drugiej połowie kwietnia PKP Cargo rozpoczęło transport gotowych jednostek z Siedlec do granicy słowacko-węgierskiej, gdzie jednostki są odbierane przez MAV. Dostawy zakończono w styczniu 2017.

### Węgry / Austria

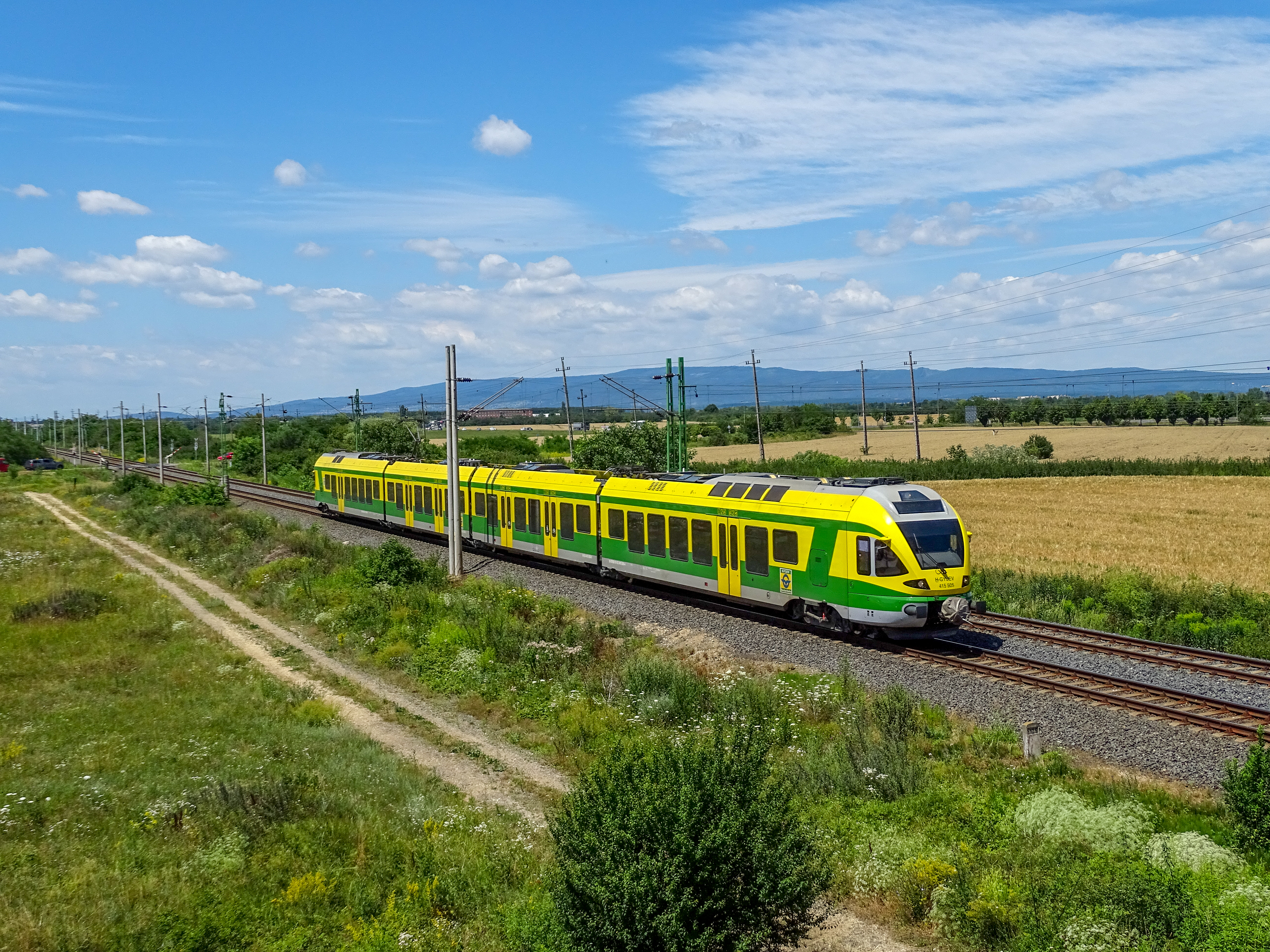
FLIRT przewoźnika GYSEV

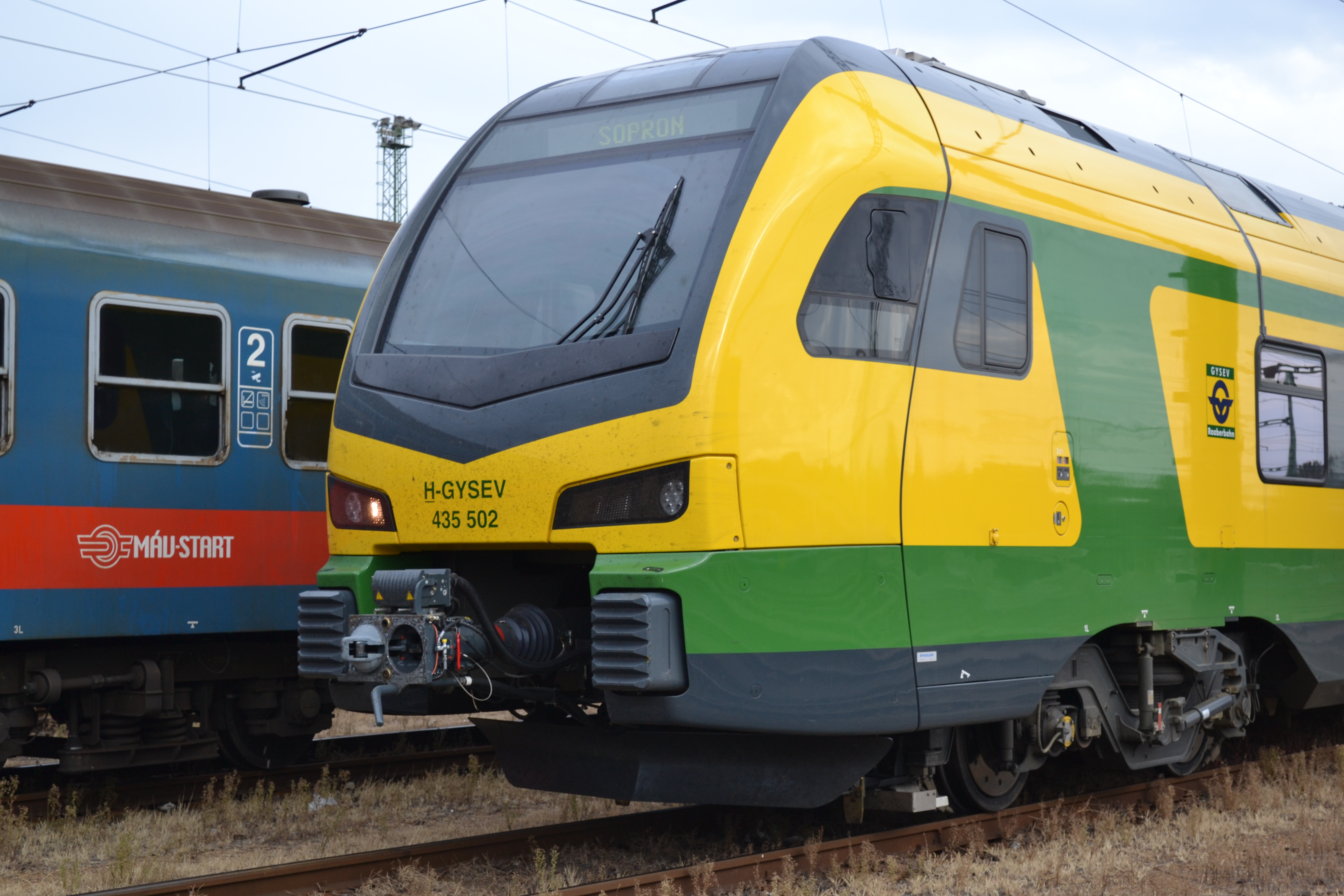
FLIRT³ przewoźnika GYSEV

26 listopada 2011 węgiersko-austriacka spółka przewozowa GYSEV ogłosiła przetarg na dostawę 4 elektrycznych zespołów trakcyjnych przeznaczonych do przewozów regionalnych. Do postępowania zaproszono czterech producentów taboru, ale tylko Stadler przygotował swoją ofertę. Została ona jednomyślnie zatwierdzona i przyjęta, a 30 marca 2012 podpisano umowę pomiędzy przewoźnikiem a producentem. Składy będą analogiczne z wersją dla MAV. Pierwsza jednostka prawdopodobnie wyjedzie na tory wiosną 2014, a ostatnia w połowie 2014.
W listopadzie 2012 GYSEV wraz z MAV ogłosiły kolejny przetarg. 26 lutego 2013 ogłoszono, iż dostawcą 6 składów czterowagonowych dla węgiersko-austriackiego przewoźnika będzie Stadler. Pociągi mają zostać dostarczone do jesieni 2015.
Na początku października 2013 w siedleckim zakładzie producenta dobiegała końca budowa pierwszego składu dla węgiersko-austriackiego przewoźnika. 6 grudnia 2013 w Sopronie miała miejsce uroczystość przekazania pierwszego pojazdu spółce GYSEV. W maju 2015 GYSEV posiadał już wszystkie 10 zamówionych składów, składy obsługiwały trasy Győr – Sopron – Ebenfurth i Sopron – Szombathely.
We wrześniu 2016 przewoźnik zamówił kolejne 10 jednostek 4-członowych. Pierwsza jednostka została zaprezentowana podczas targów Trako 2017 w Gdańsku. W grudniu 2017 na Węgrzech były już 2 jednostki, które poddawane były procedurze homologacyjnej. 22 sierpnia 2018 rozpoczęły się testy na linii Sopron - Szombathely - Szentgotthárd.

### Włochy

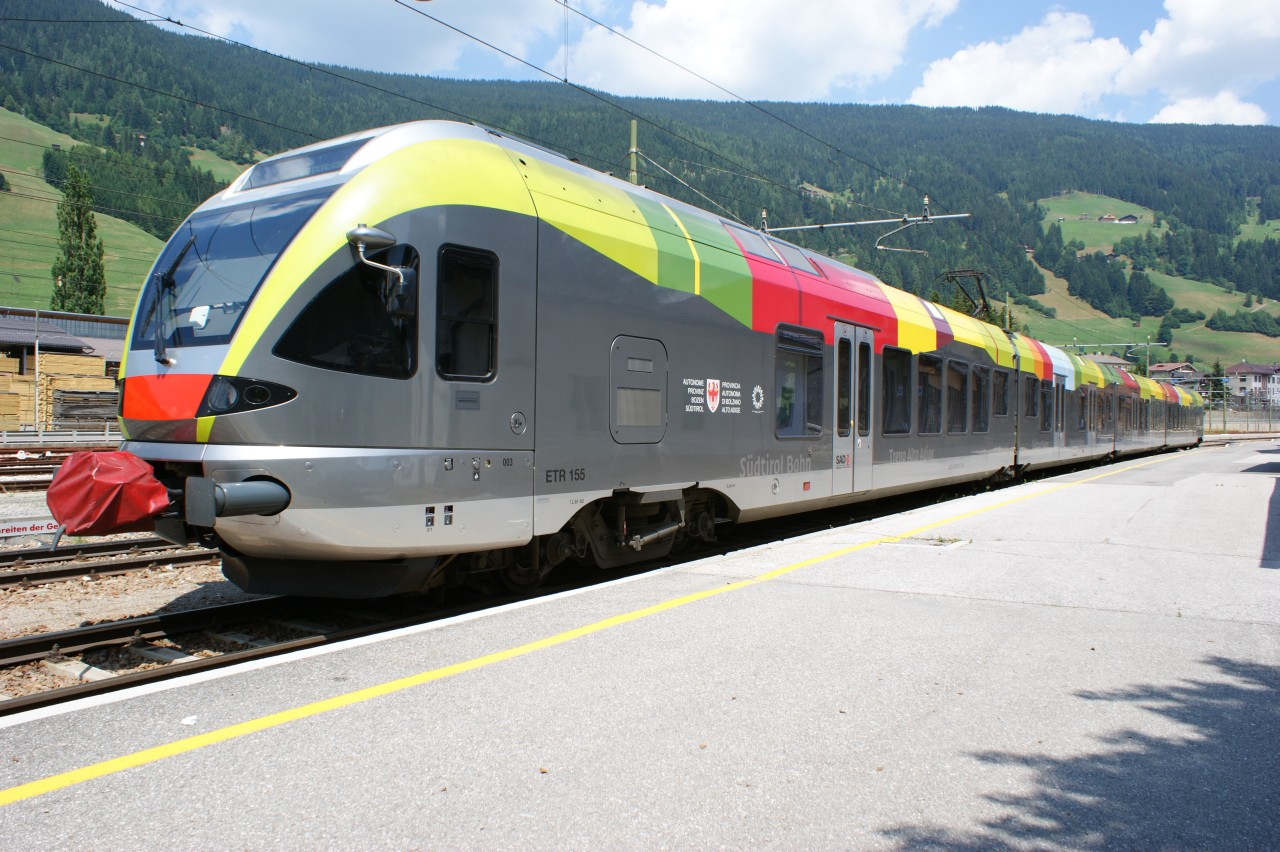
FLIRT na stacji w Innichen

Pod koniec września 2006 konsorcjum przewoźników Südtiroler Transportstrukturen i Trenitalia zamówiło po 4 pociągi 4- i 6-członowe z rodziny FLIRT. We wrześniu 2008 rozpoczęto ich dostawy, a w grudniu 2008 rozpoczęły one obsługę relacji Merano – Bolzano – Innichen. Następnie przewoźnicy pozyskiwali kolejne pojazdy, którymi obsługiwali połączenia Merano – Bolzano, Bolzano – Franzensfeste i Franzensfeste – Innichen oraz osiągali Lienz. Do końca grudnia 2013 dostarczono wszystkie zakupione przez operatorów pojazdy w liczbie 20 sztuk, co pozwoliło wydłużyć relacje do Innsbrucku.
W 2008 przewoźnik Sistemi Territoriali rozpoczął eksploatację dwóch 4-członowych pojazdów na linii Padwa – Veneto. W latach 2012–2013 operator zakupił kolejne pojazdy 4- i 6-członowe do obsługi połączenia Venezia Mestre – Adria i nowo zelektryfikowanej linii Mira – Venezia Mestre – Venezia Santa Lucia.
We wrześniu 2009 prywatny przewoźnik Ferrotramviaria zakupił 4 składy 4-wagonowe do obsługi połączenia Bari – Lecce i Bari – Barletta. Od 2013 docierają one również do lotniska Palese pod Bari.
W 2011 roku przewoźnik Ferrovie Emilia Romagna wprowadził do eksploatacji 12 sztuk 5-członowych jednostek, które zostały wyprodukowane przez konsorcjum Stadlera z AnsaldoBredą. W 2012 roku na bazie FER powstał nowy przewoźnik Trasporto Passeggeri Emilia-Romagna, który przejął cały tabor FER. 14 listopada 2014 przewoźnik zamówił kolejnych 7 jednostek, a w listopadzie 2015 jeszcze 7. W marcu 2017 wszystkie jednostki z ostatniego zamówienia były już gotowe i trwały ich dostawy do Włoch.
W maju 2015 region Doliny Aosty zamówił 5 bimodalnych FLIRT-ów. 15 czerwca 2017 pierwsza gotowa jednostka została zaprezentowana.